# Biserica de lemn din Lăschia

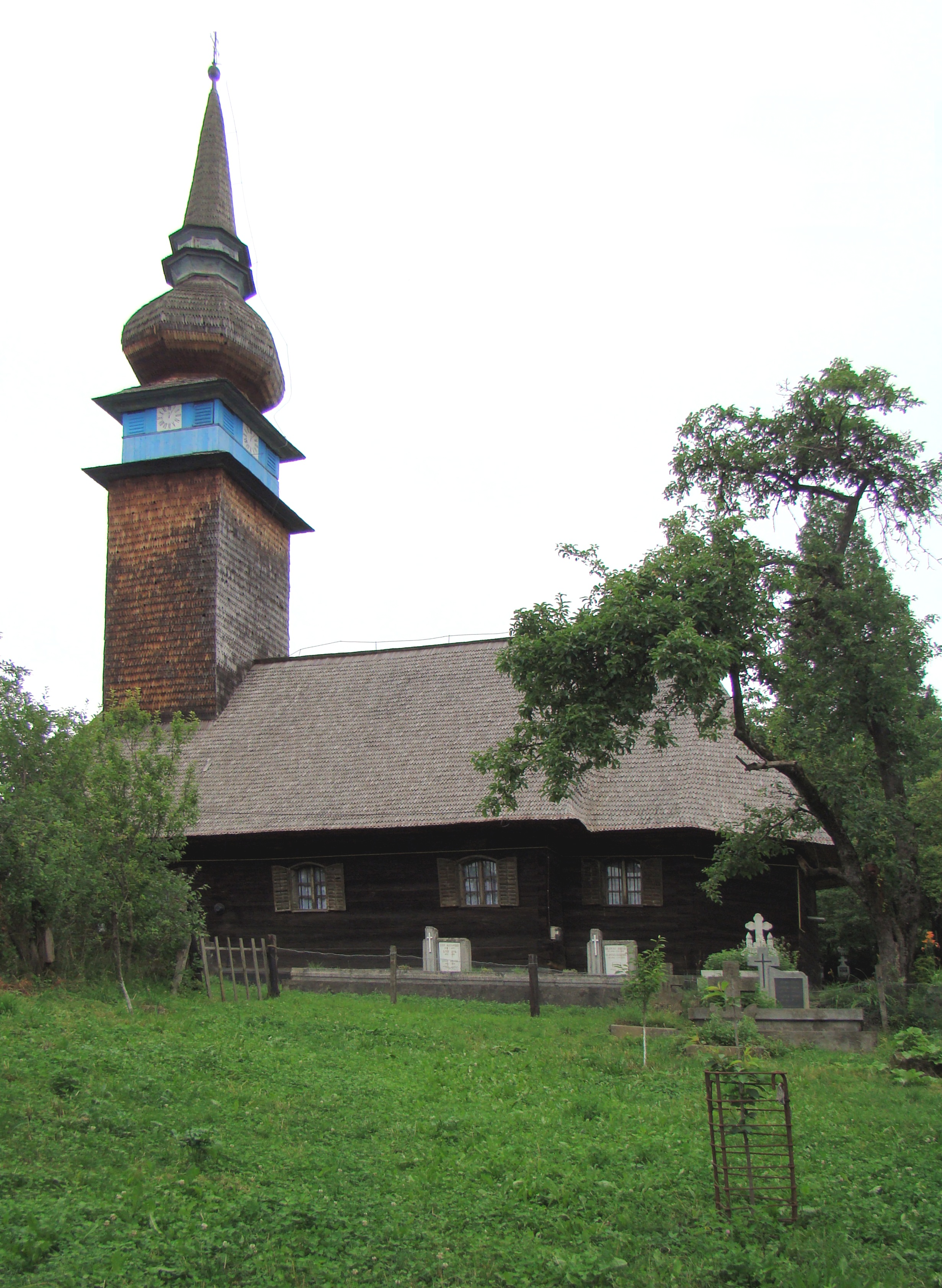
Biserica de lemn „Nașterea Maicii Domnului” din Lăschia, comuna Copalnic-Mănăștur, județul Maramureș, foto: iunie 2009.

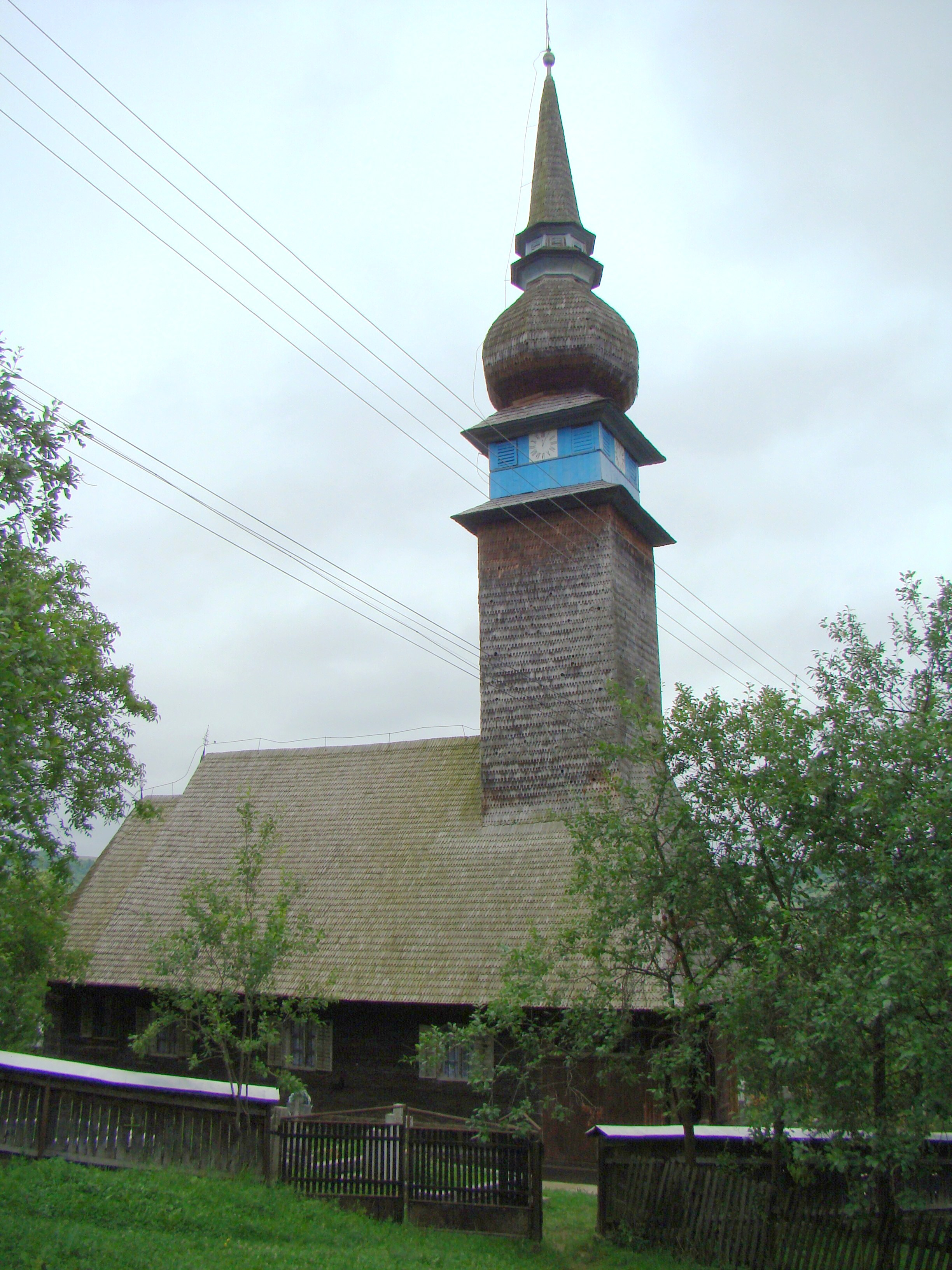
Biserica (nord)

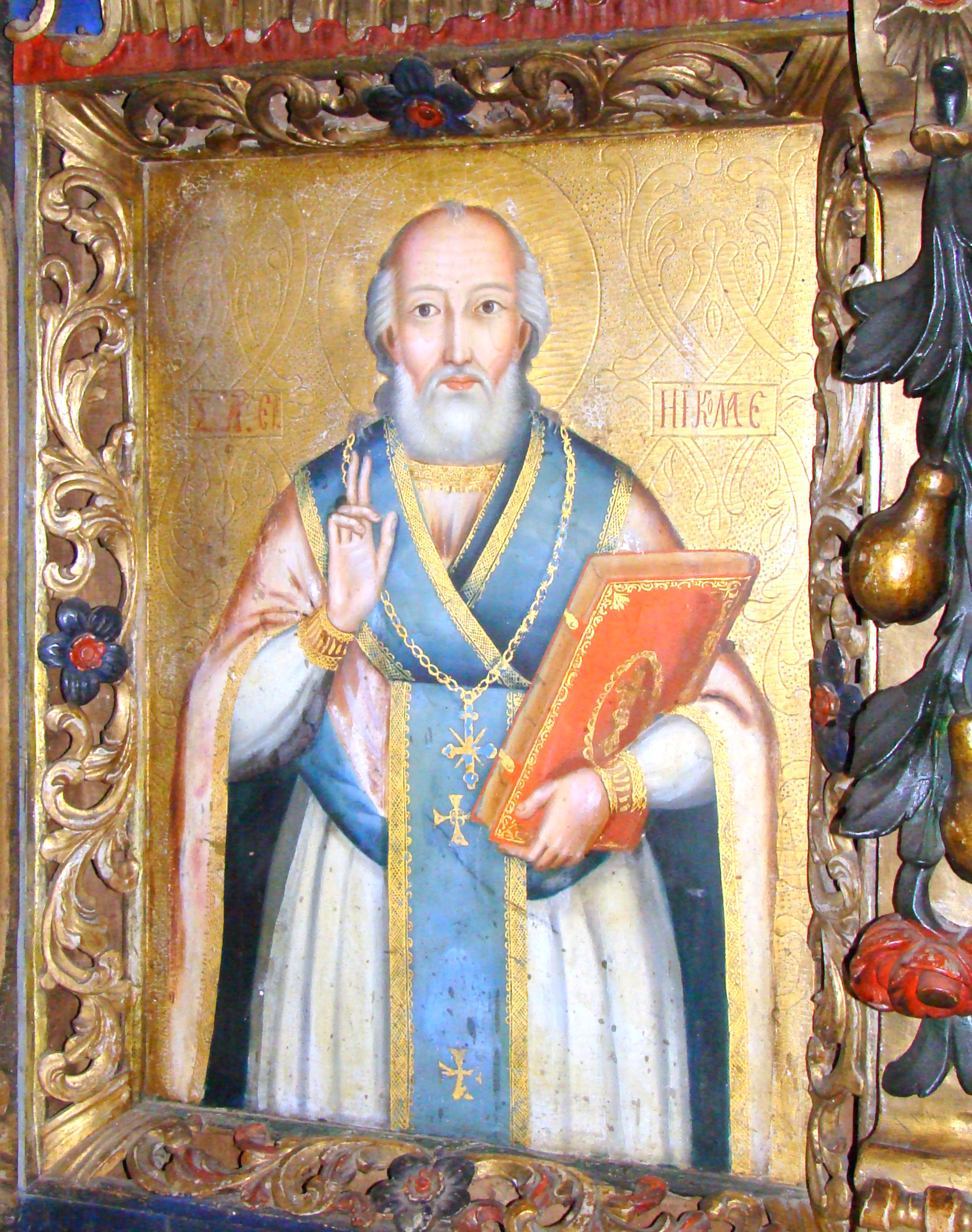
Sfântul Ierarh Nicolae

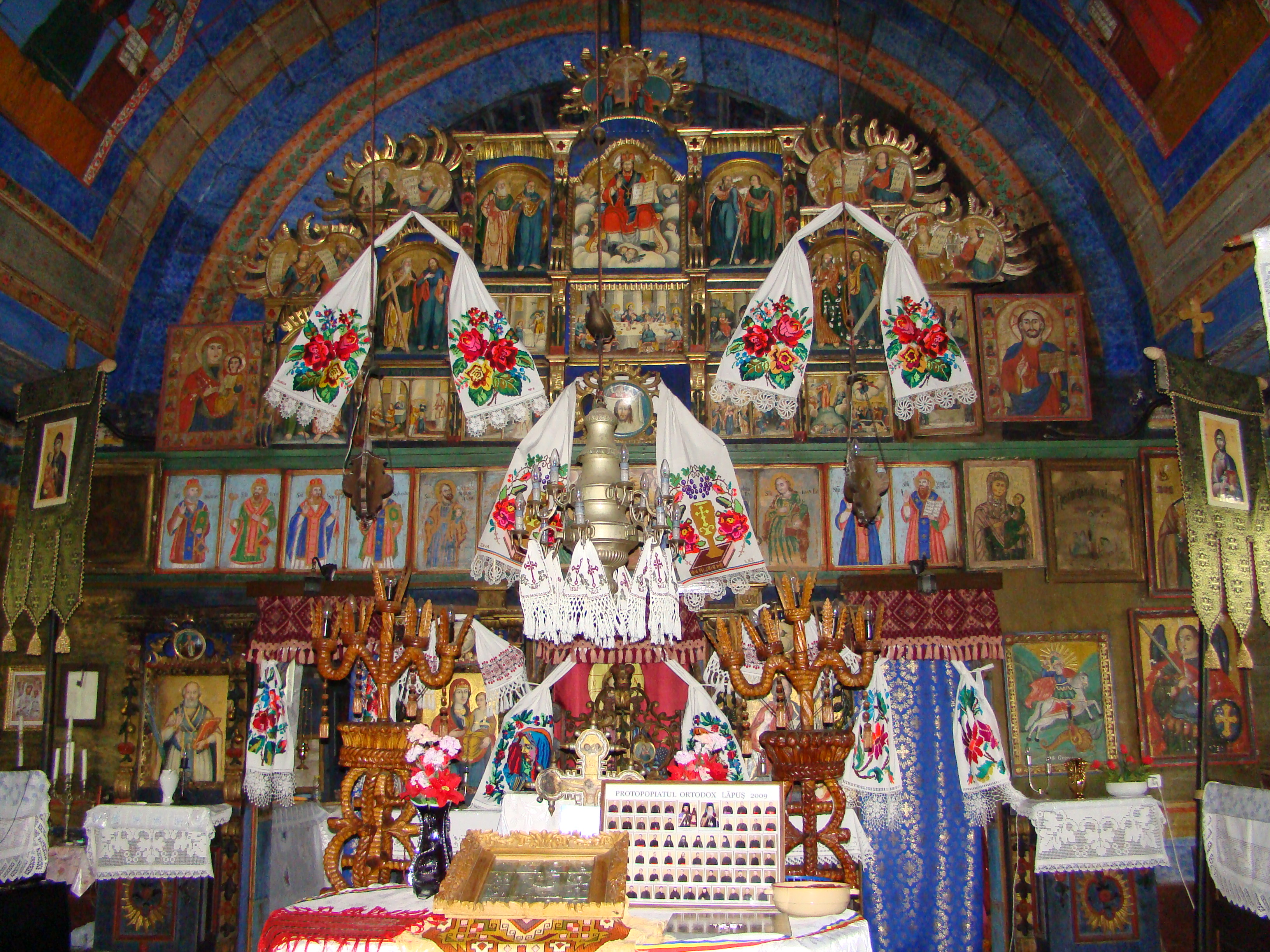
Iconostasul

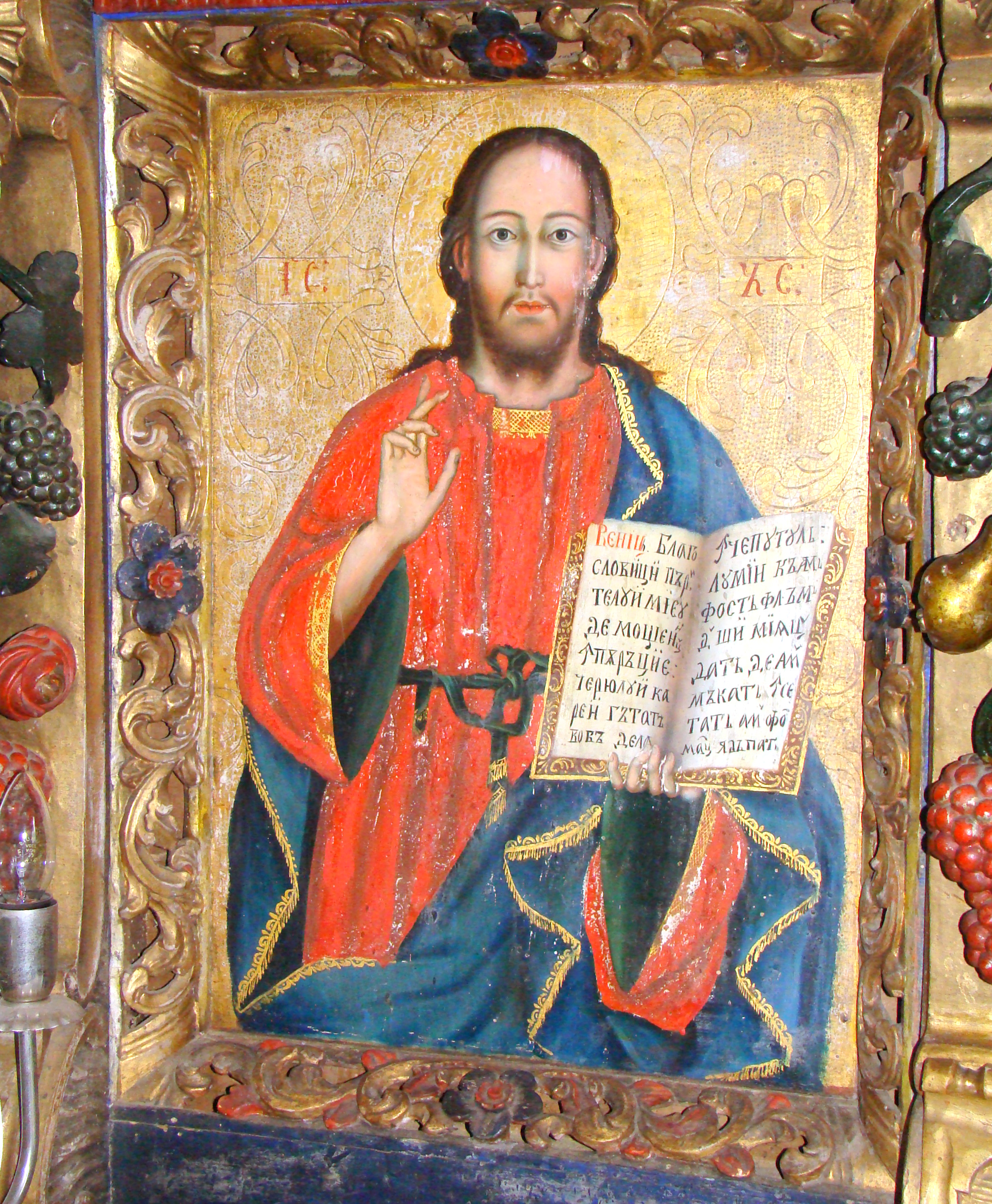
Icoana Mântuitorului

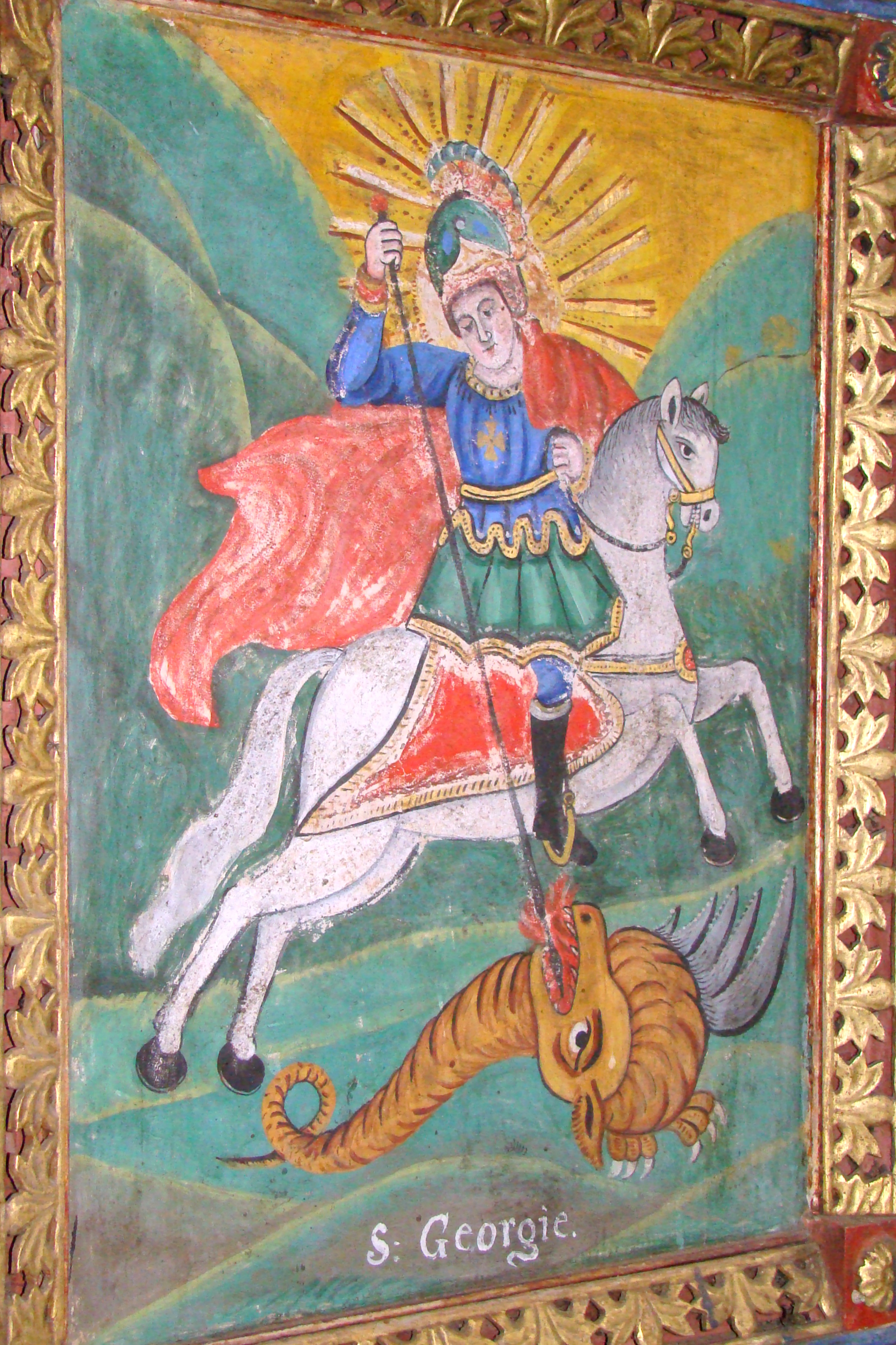
Sfântul Mare Mucenic Gheorghe

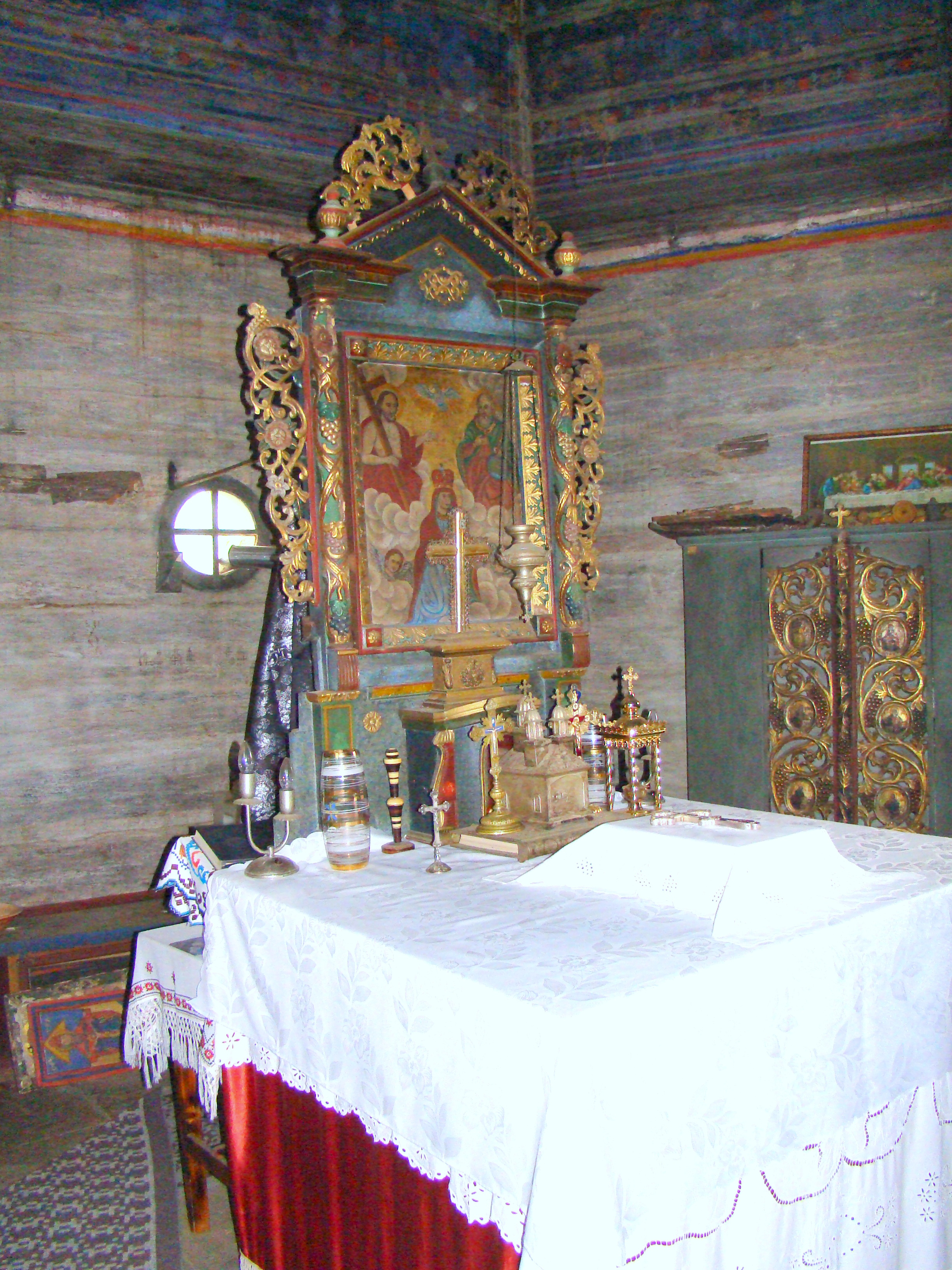
În altar

Biserica de lemn din Lăschia, comuna Copalnic-Mănăștur, județul Maramureș a fost construită în 1868. Are hramul „Nașterea Maicii Domnului” (8 septembrie). Biserica figurează pe lista monumentelor istorice, cod LMI MM-II-m-A-04595.

## Istoric
Din inscripția aflată sub sticlă în altar rezultă că „această sfântă biserică a fost edificată între 1857-1861, din contribuția benevolă a poporului credincios din Lăschia, la îndemnul lui Ioan Dotița, epitrop și făt, Vasilie Filip, cantor și corator, Grigore Ciopaș, paroh și protopop”. Biserica este construită din lemn, cu temelie de piatră, având forma bisericilor vechi din Maramureș. Lemnele cele mai lungi și mai groase au fost aduse din Pădurea Iaderii. Lucrarea a fost executată de meșterul Horgea George din Satul Nou, iar ca ajutor lemnar, fierar și lăcătuș Tanasiă Roman din Lăschia. Zugrăveala pereților a fost executată în 1870, autor fiind Paul Weisz din Baia Mare, după cum se vede din inscripția de pe grinda din mijlocul bisericii. Catapeteasma este pictată în stil bizantin de către un pictor necunoscut și se păstrează în bune condiții. Ramele icoanelor de pe catapeteasmă sunt sculptate artistic. Clopotnița de lemn este construită separat.

## Imagini din exterior

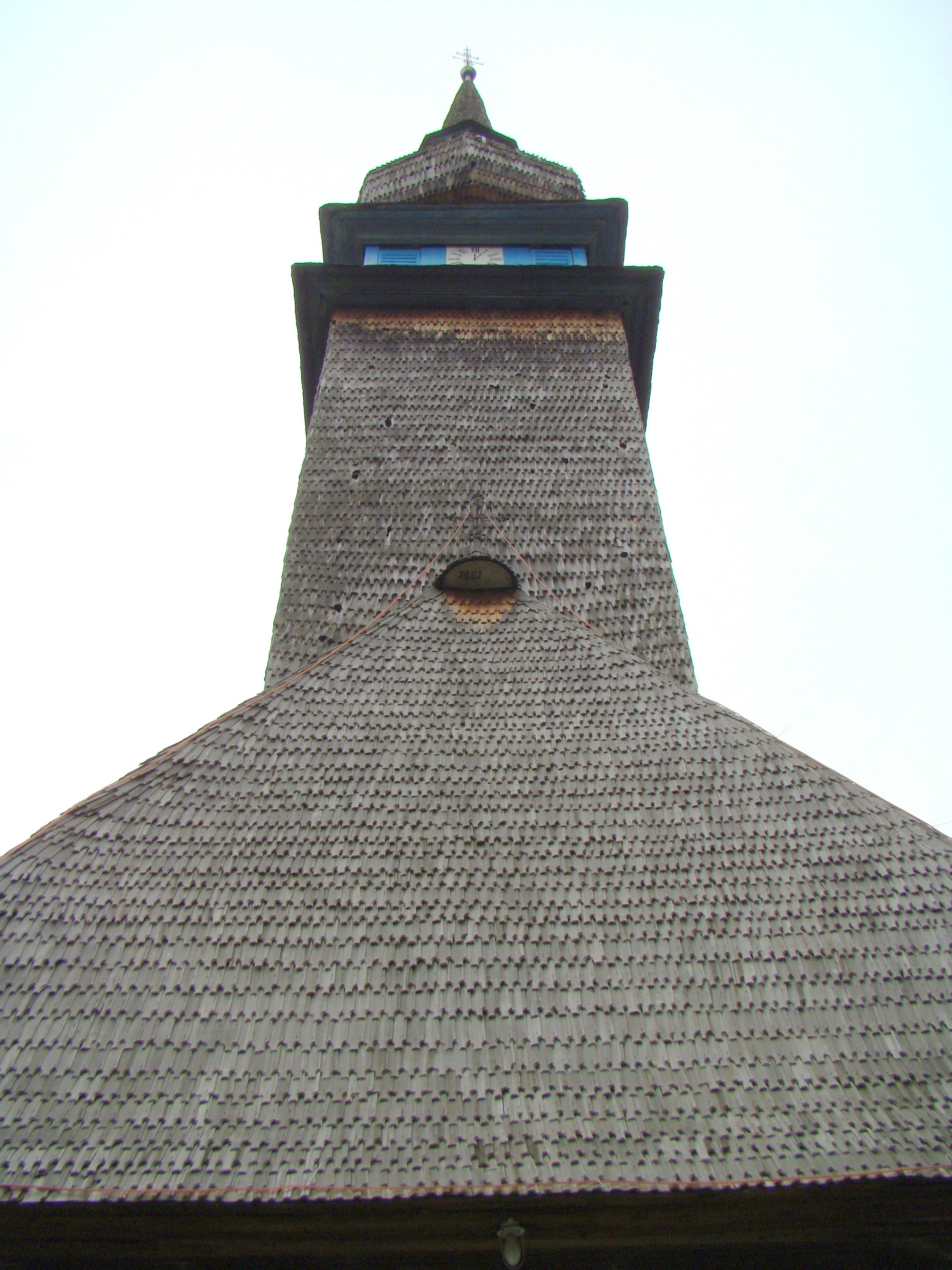
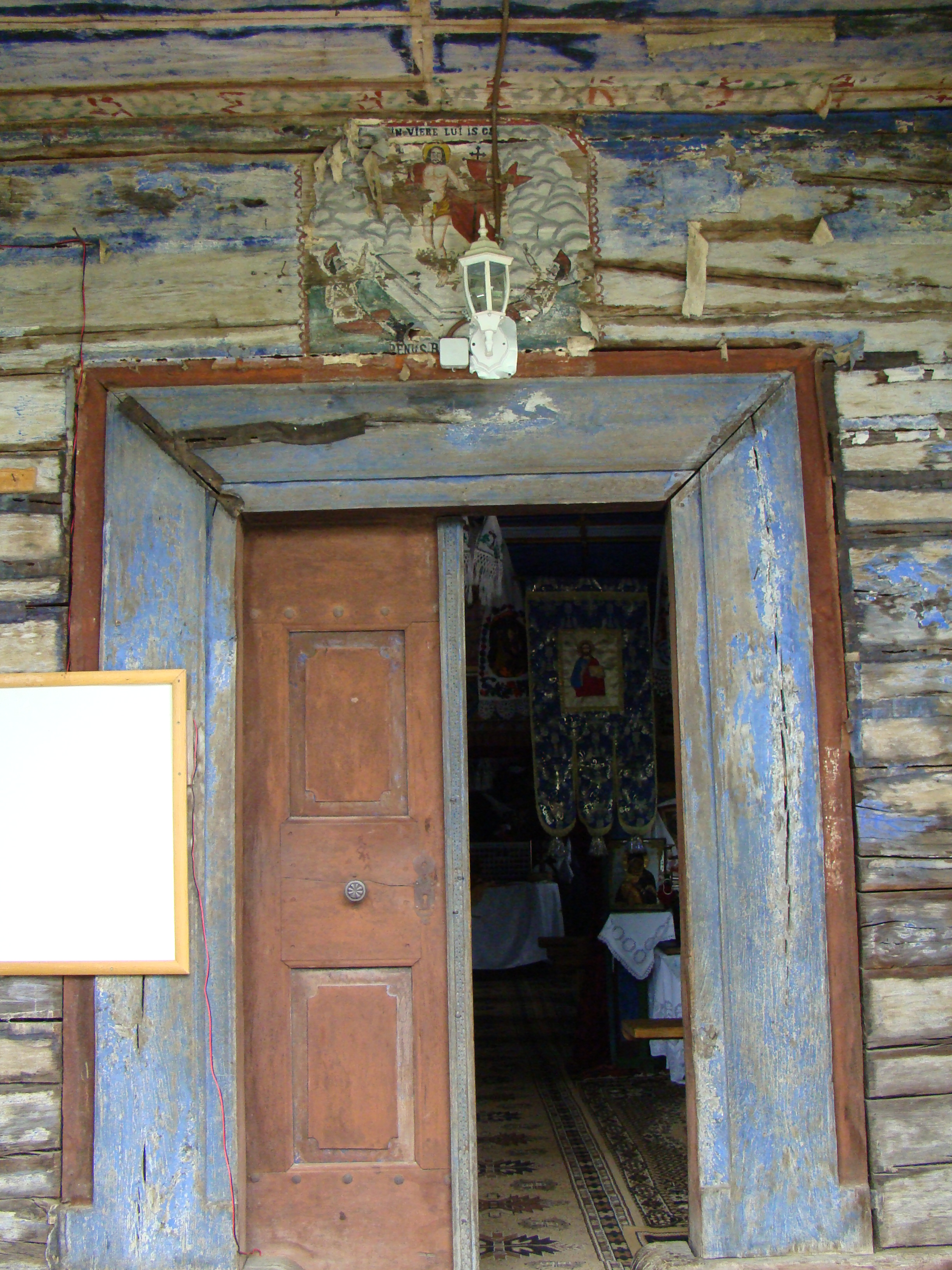
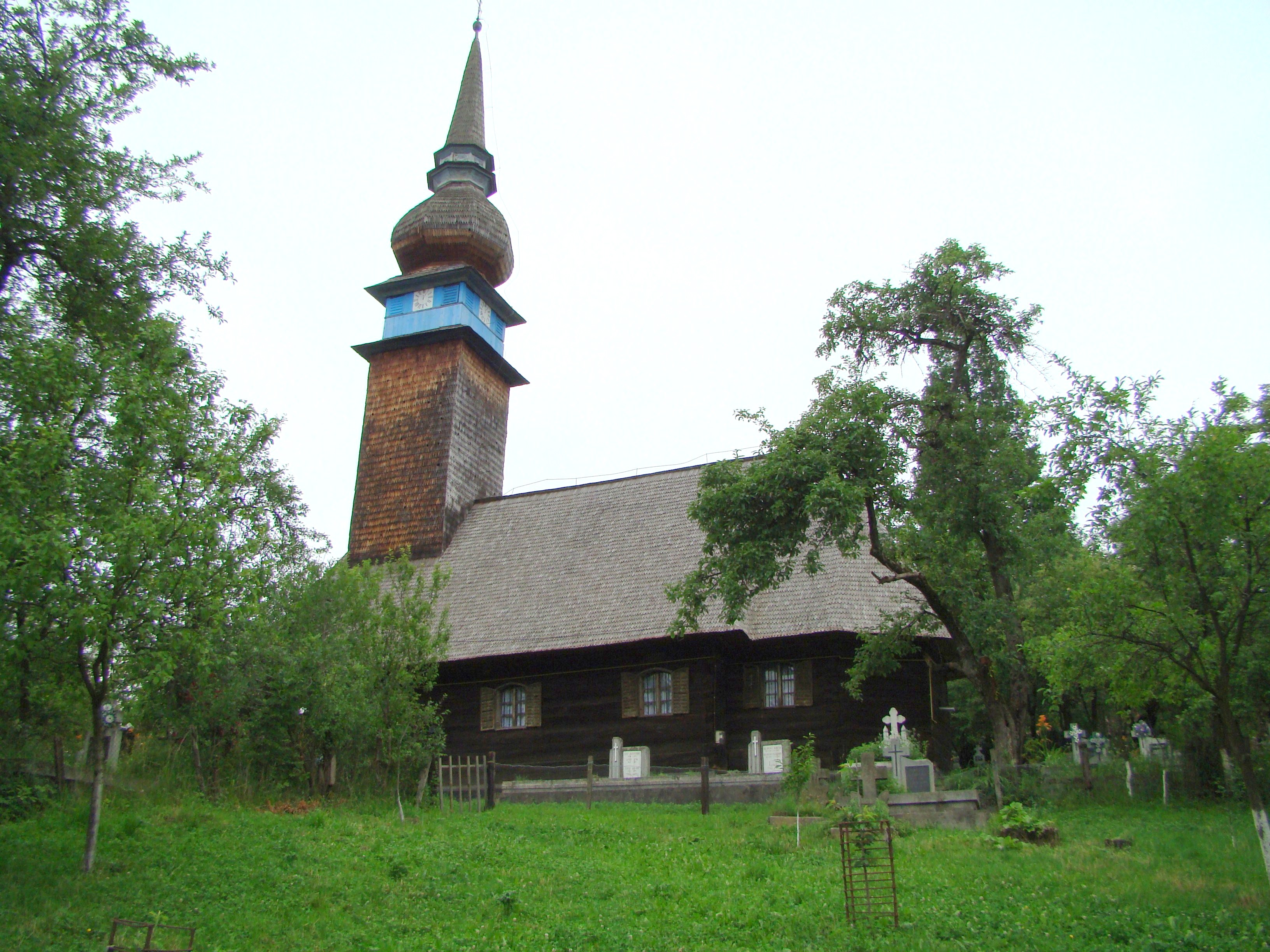
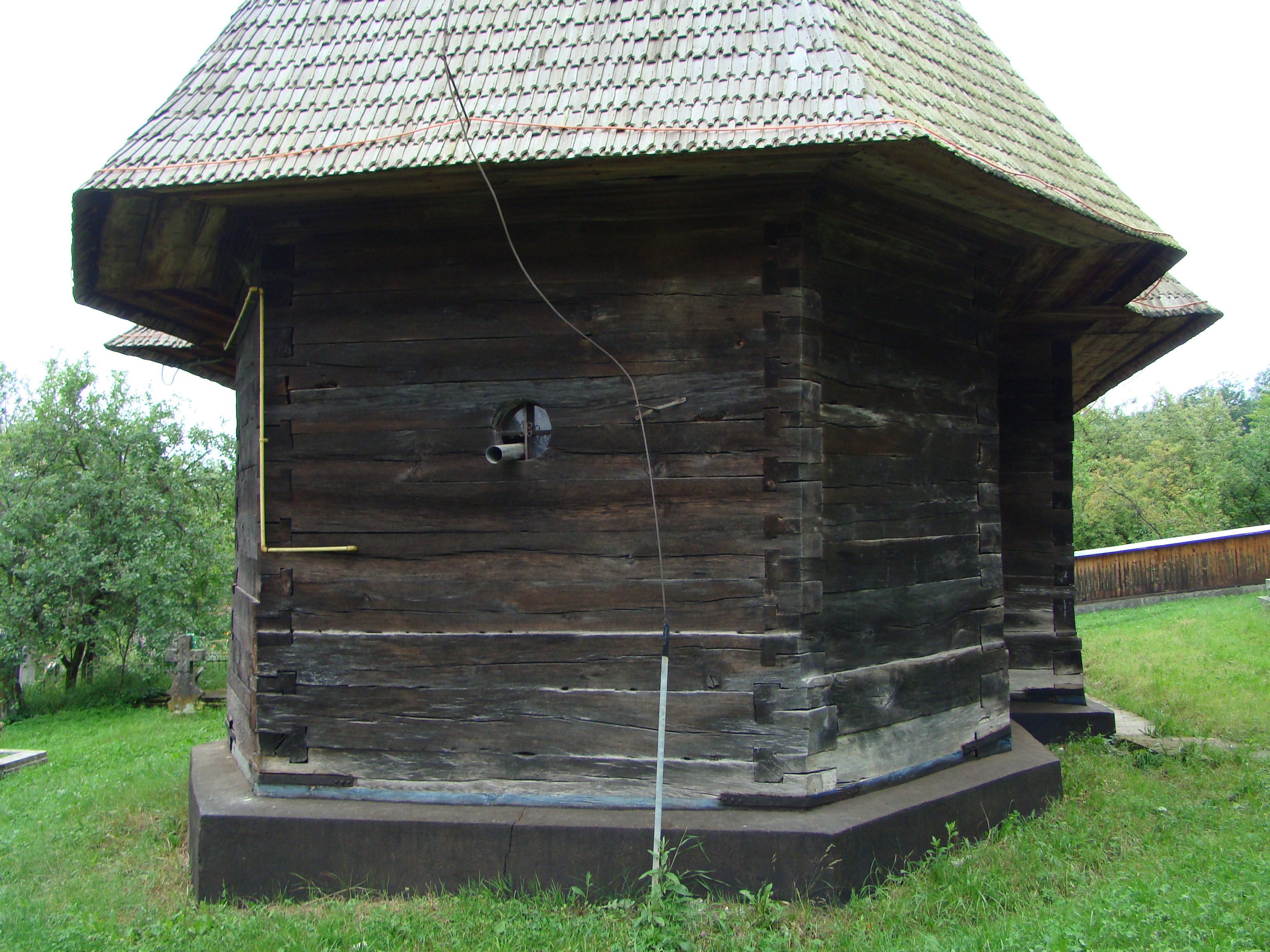
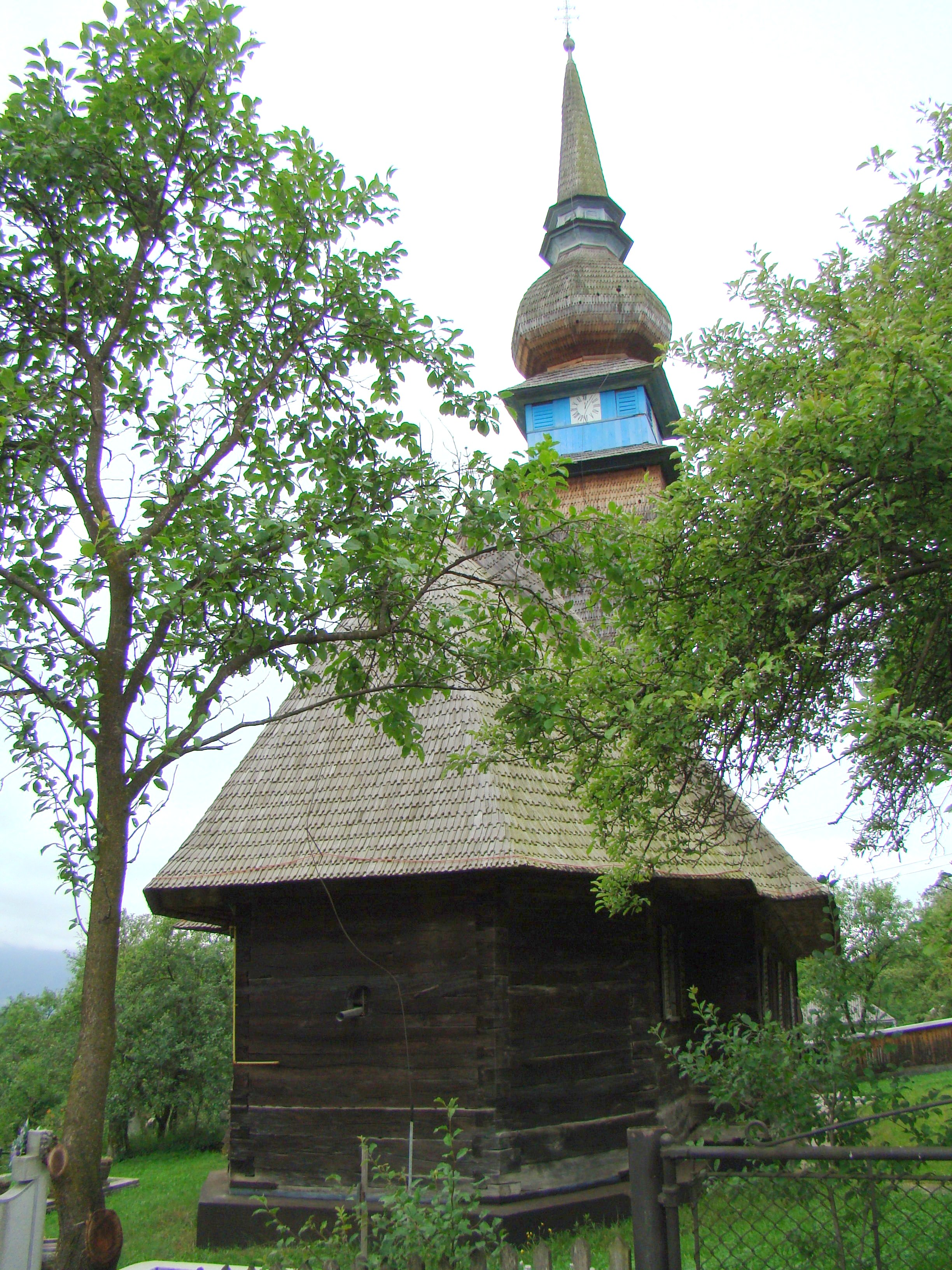
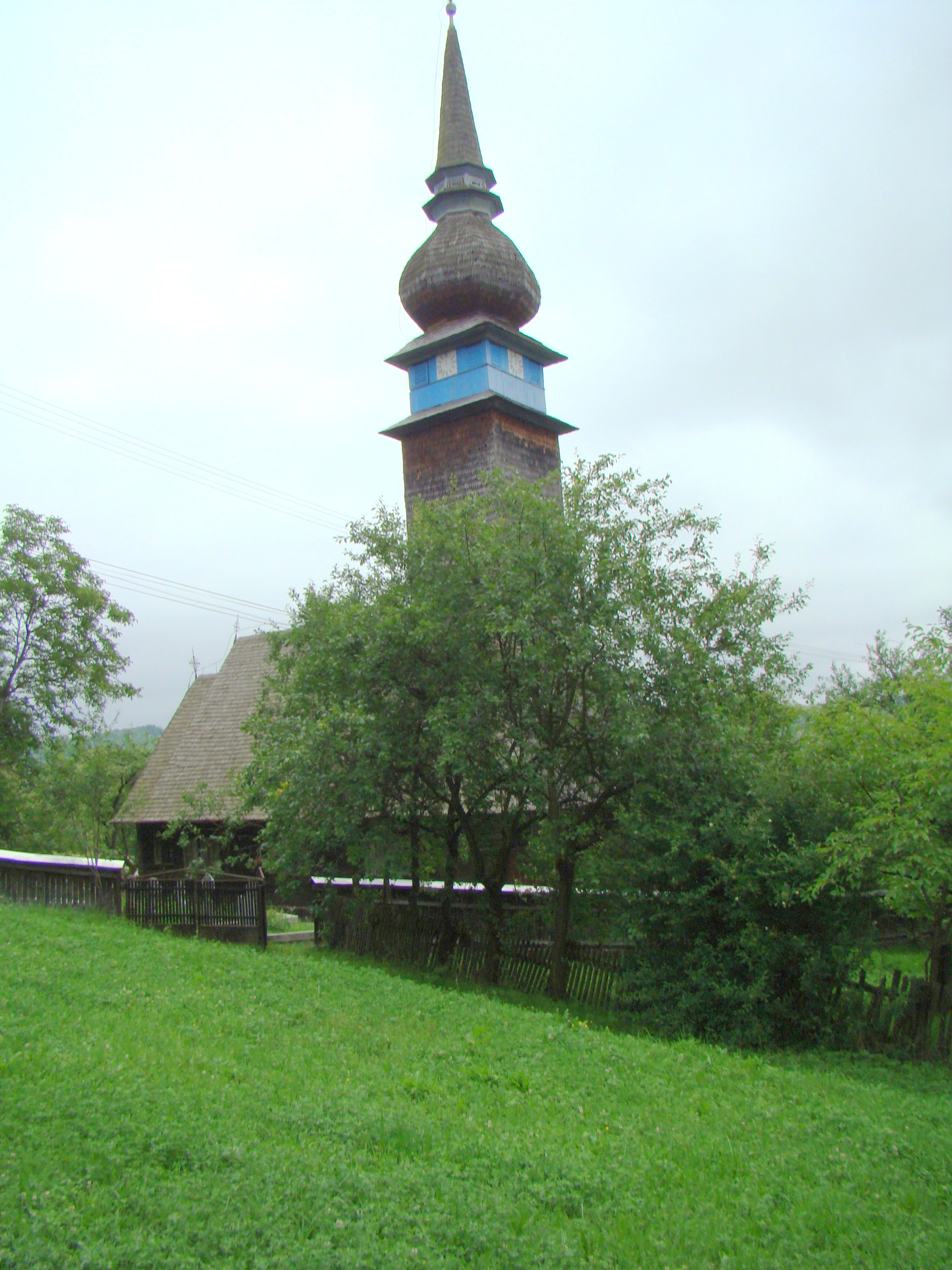
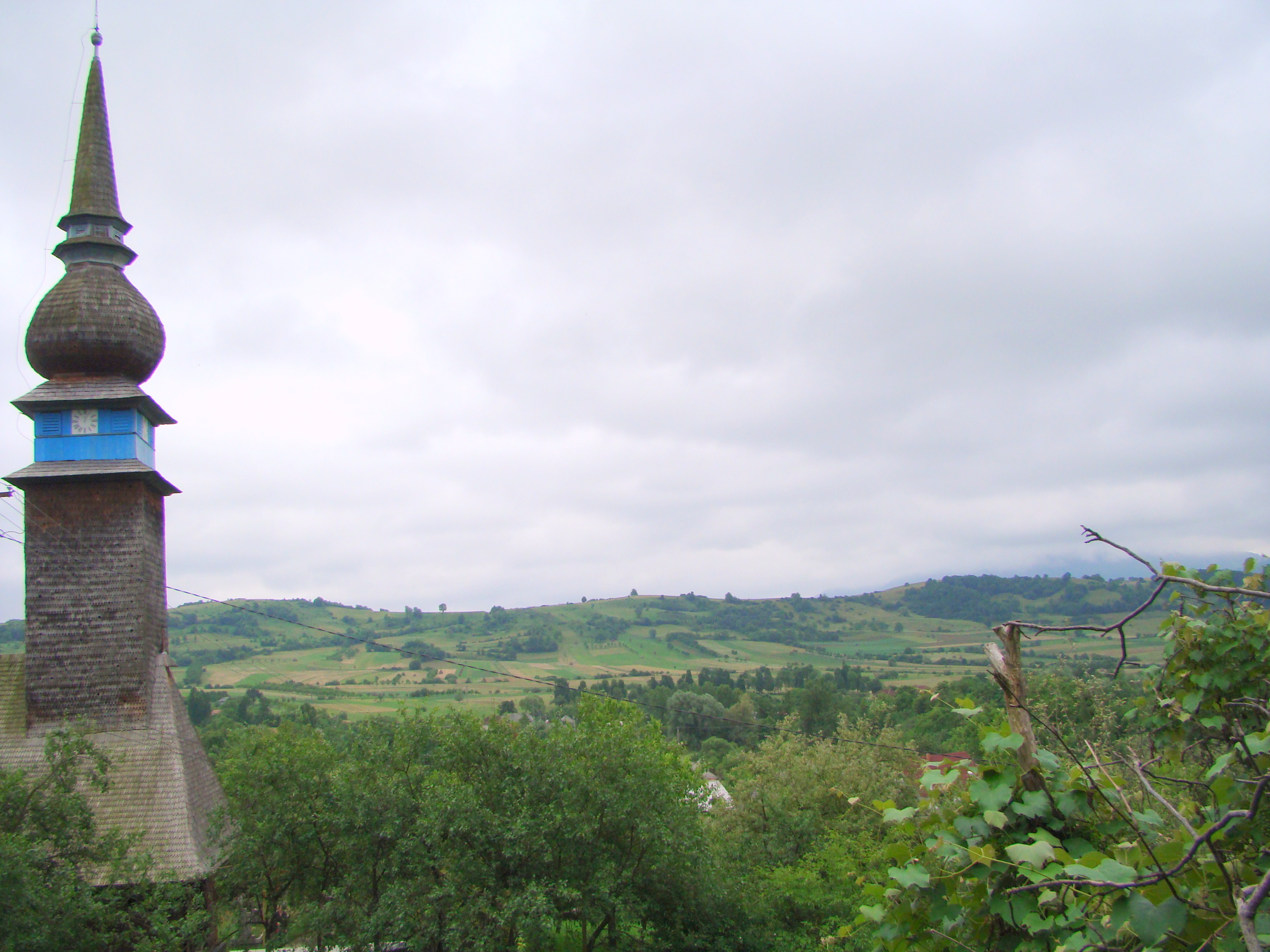
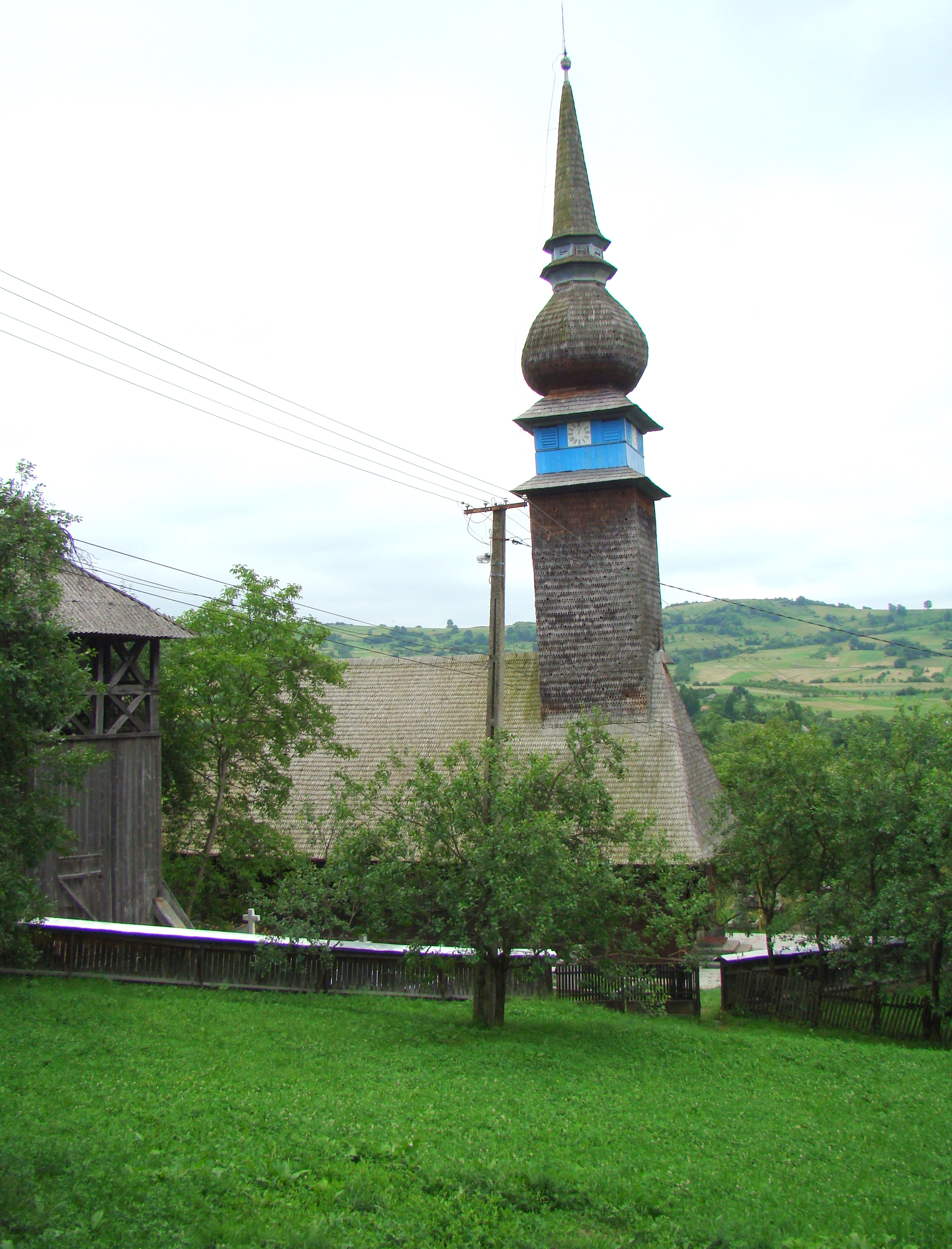
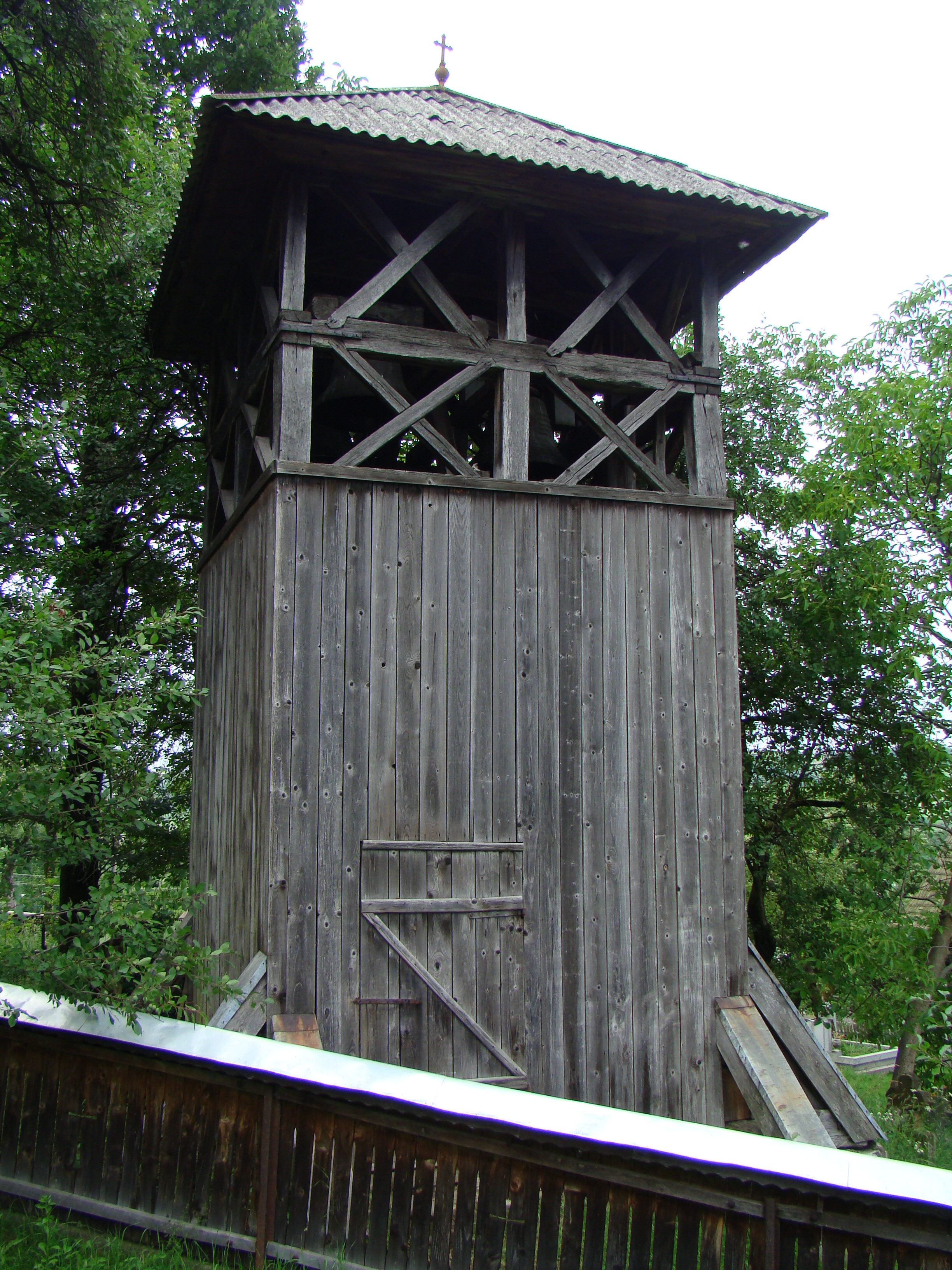
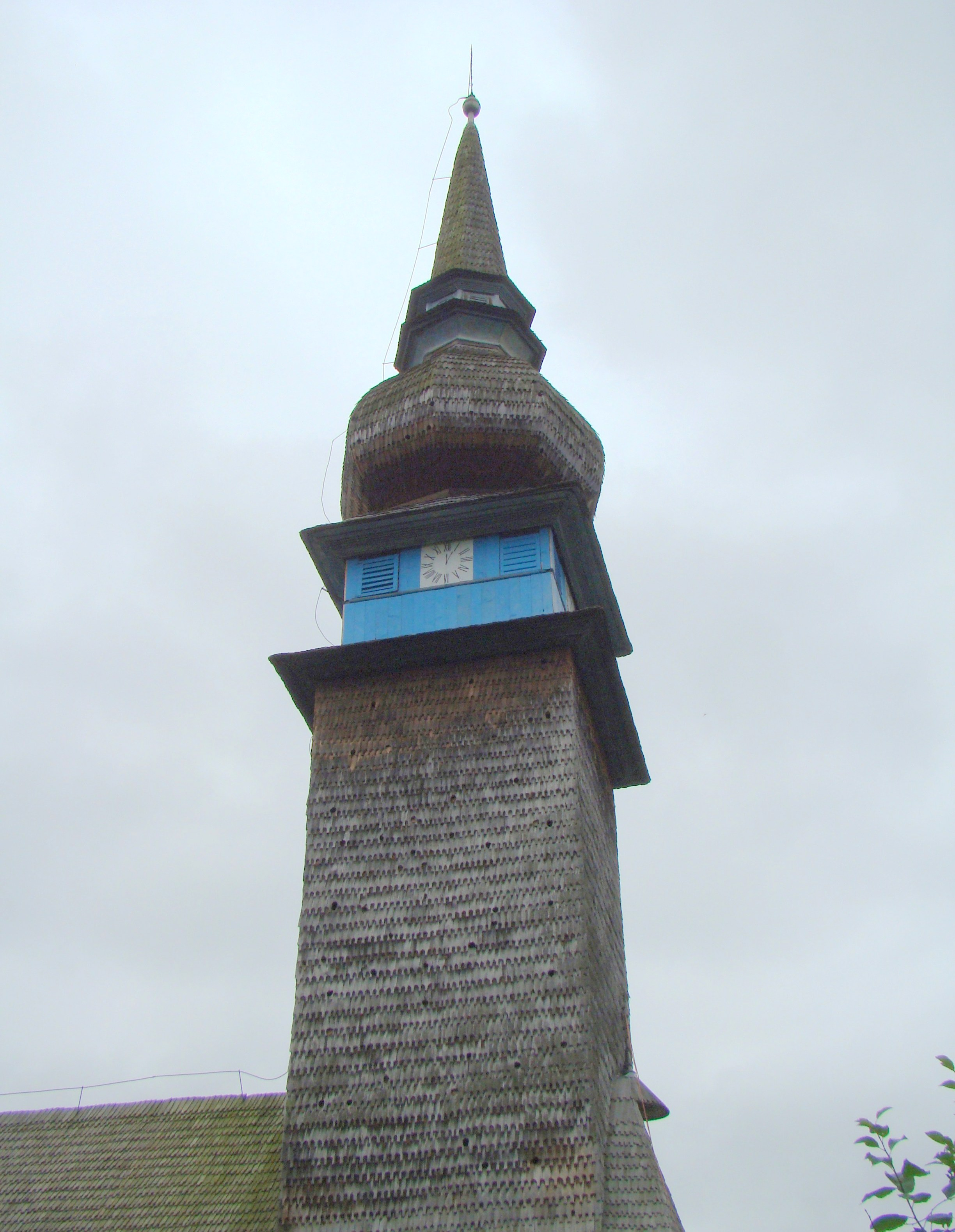

## Imagini din interior

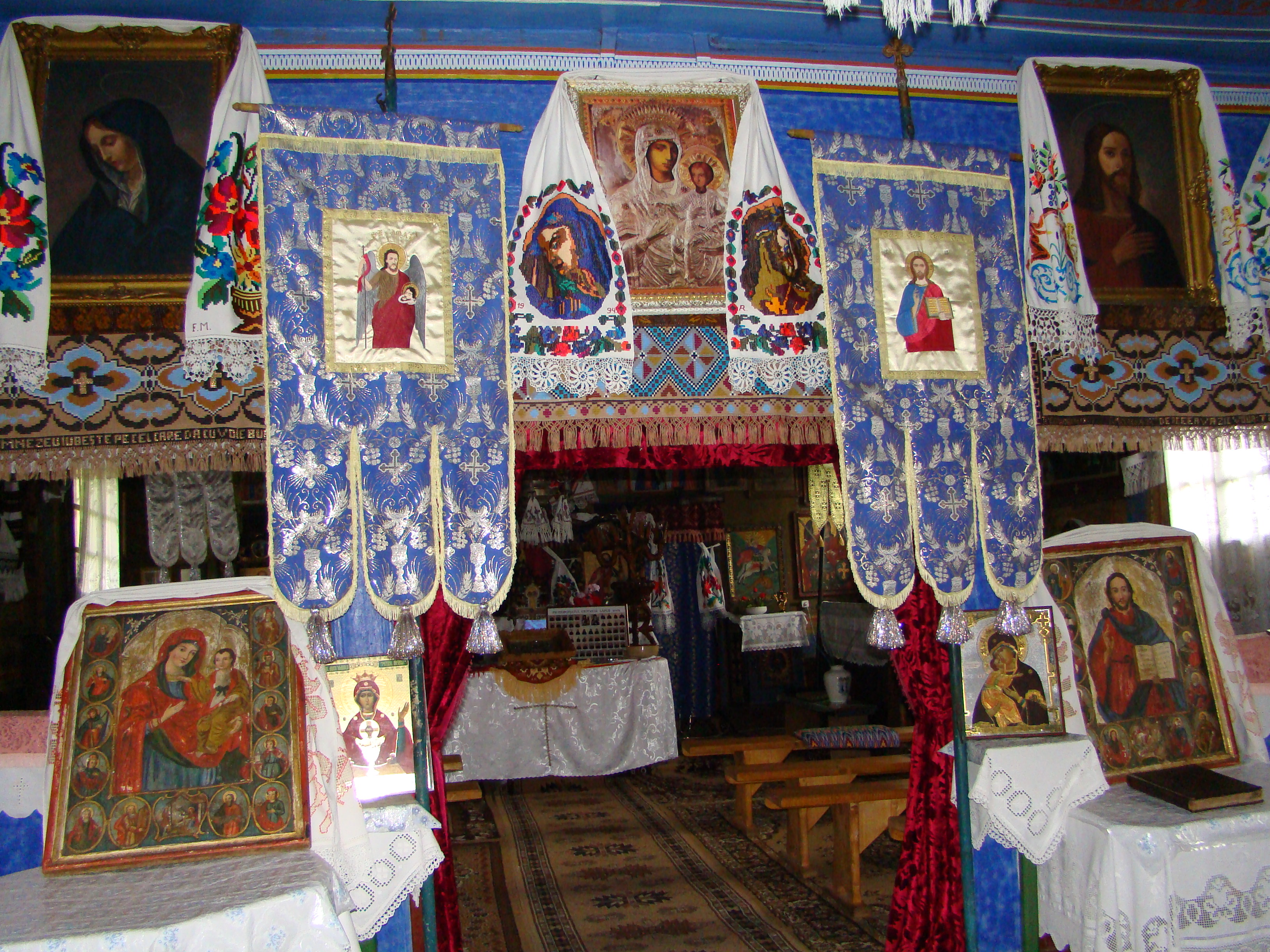
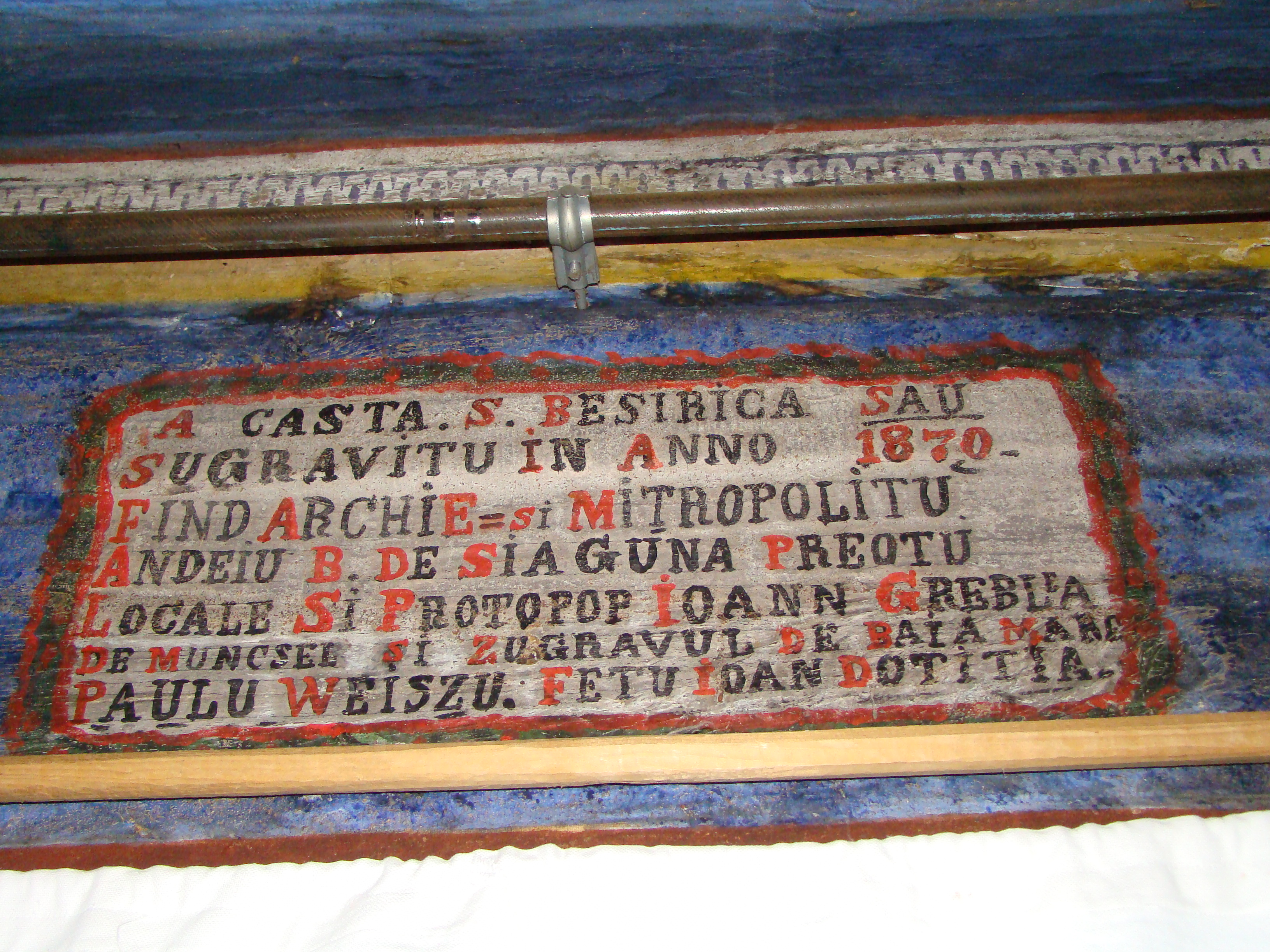
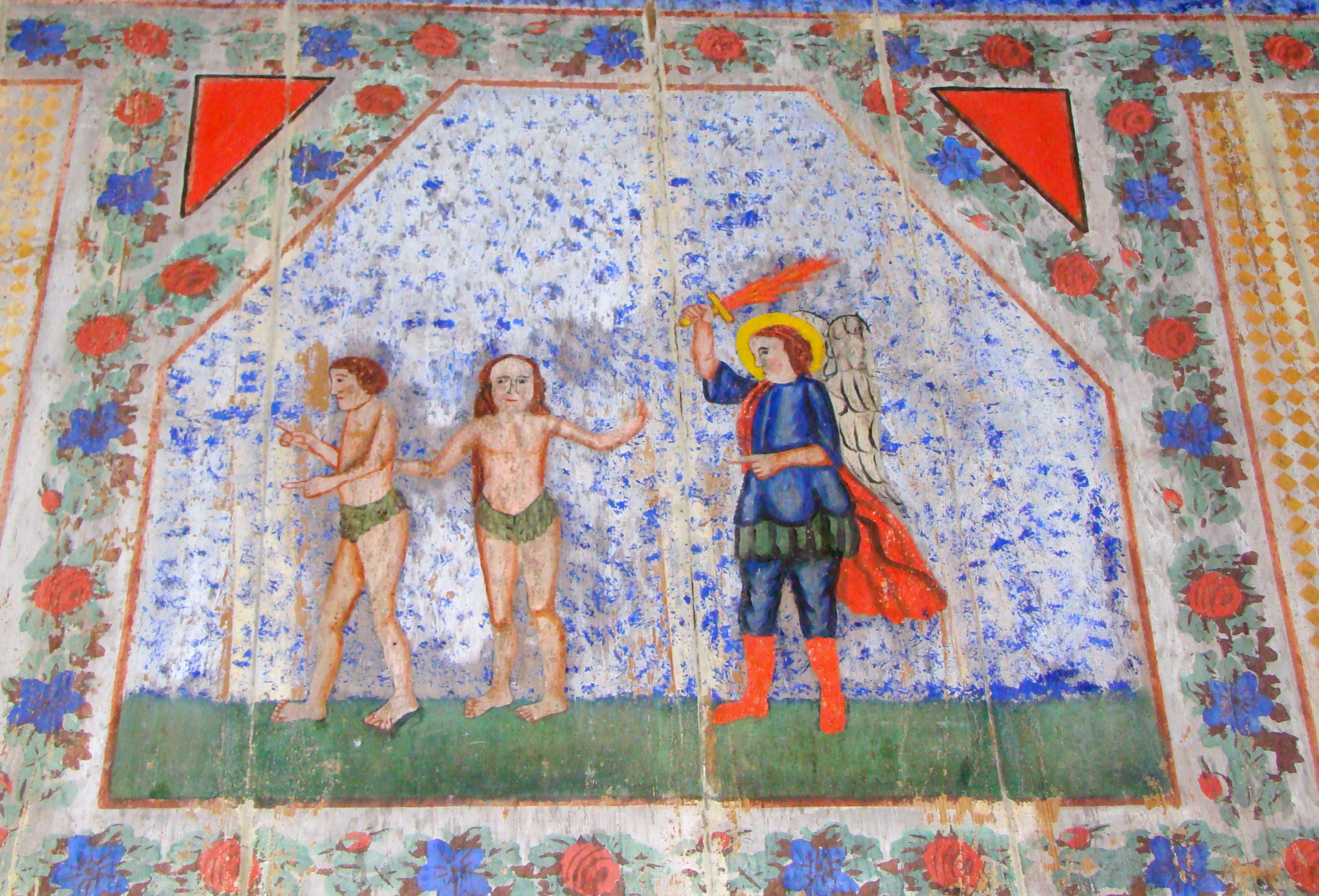
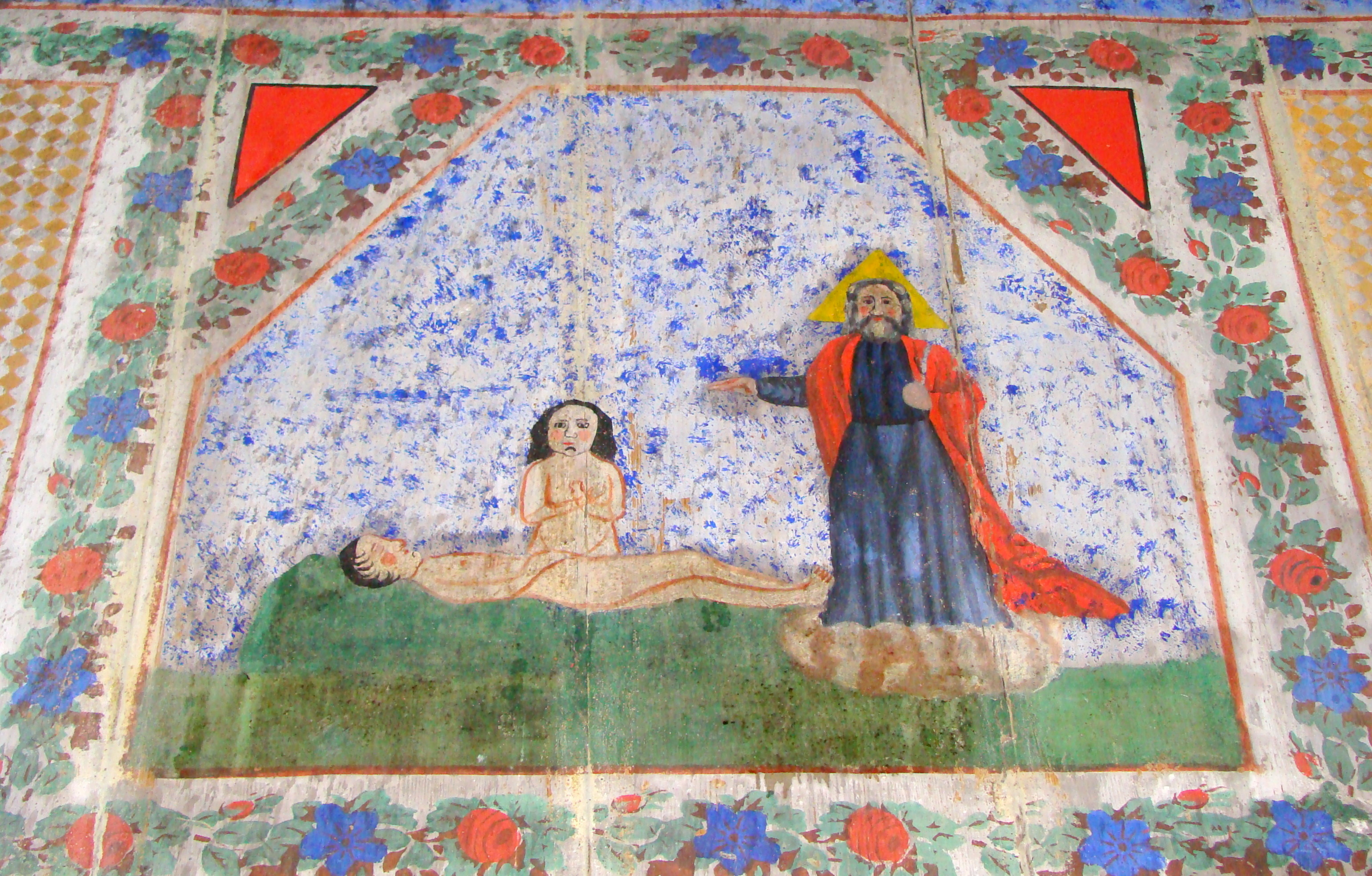
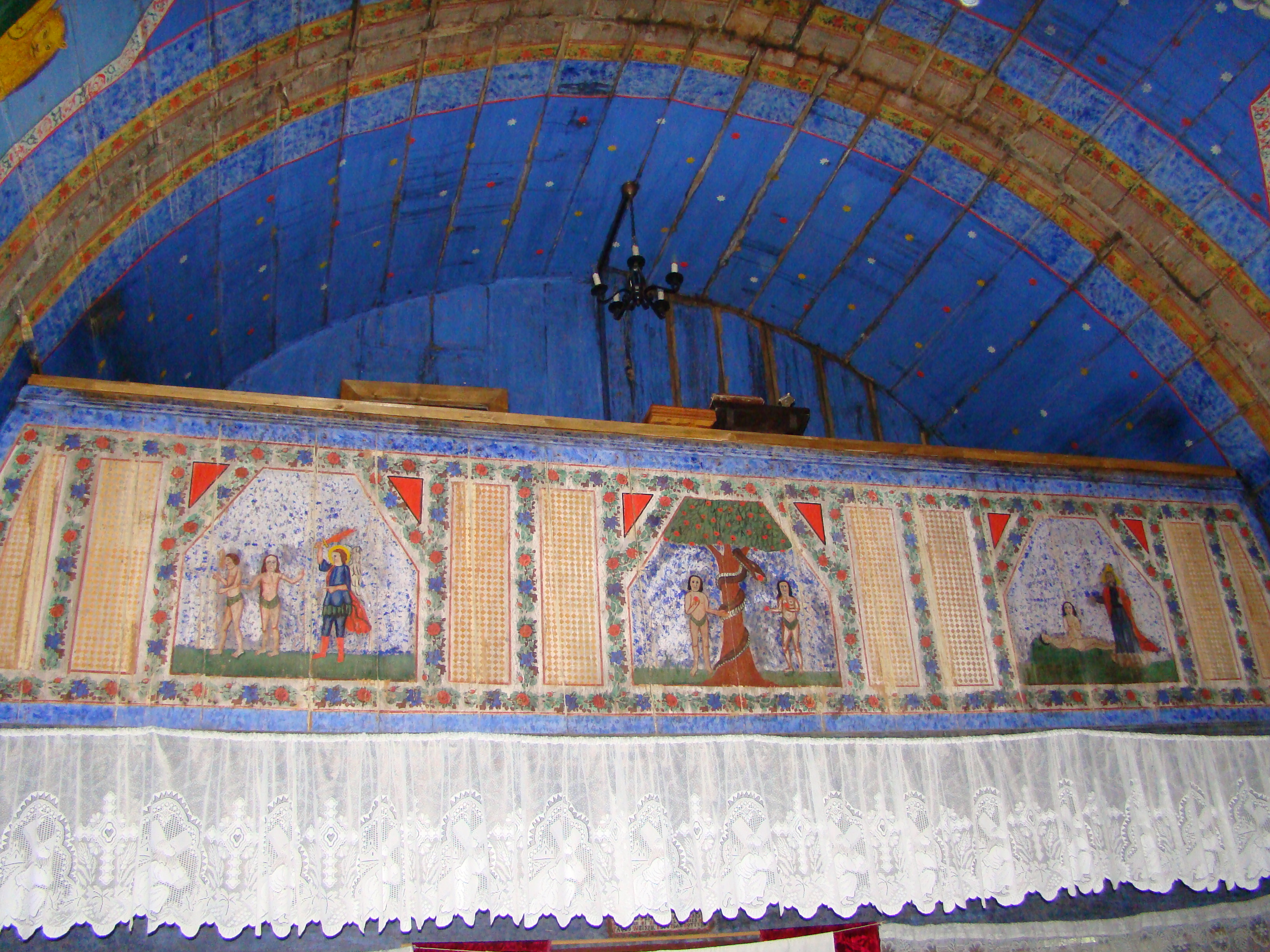
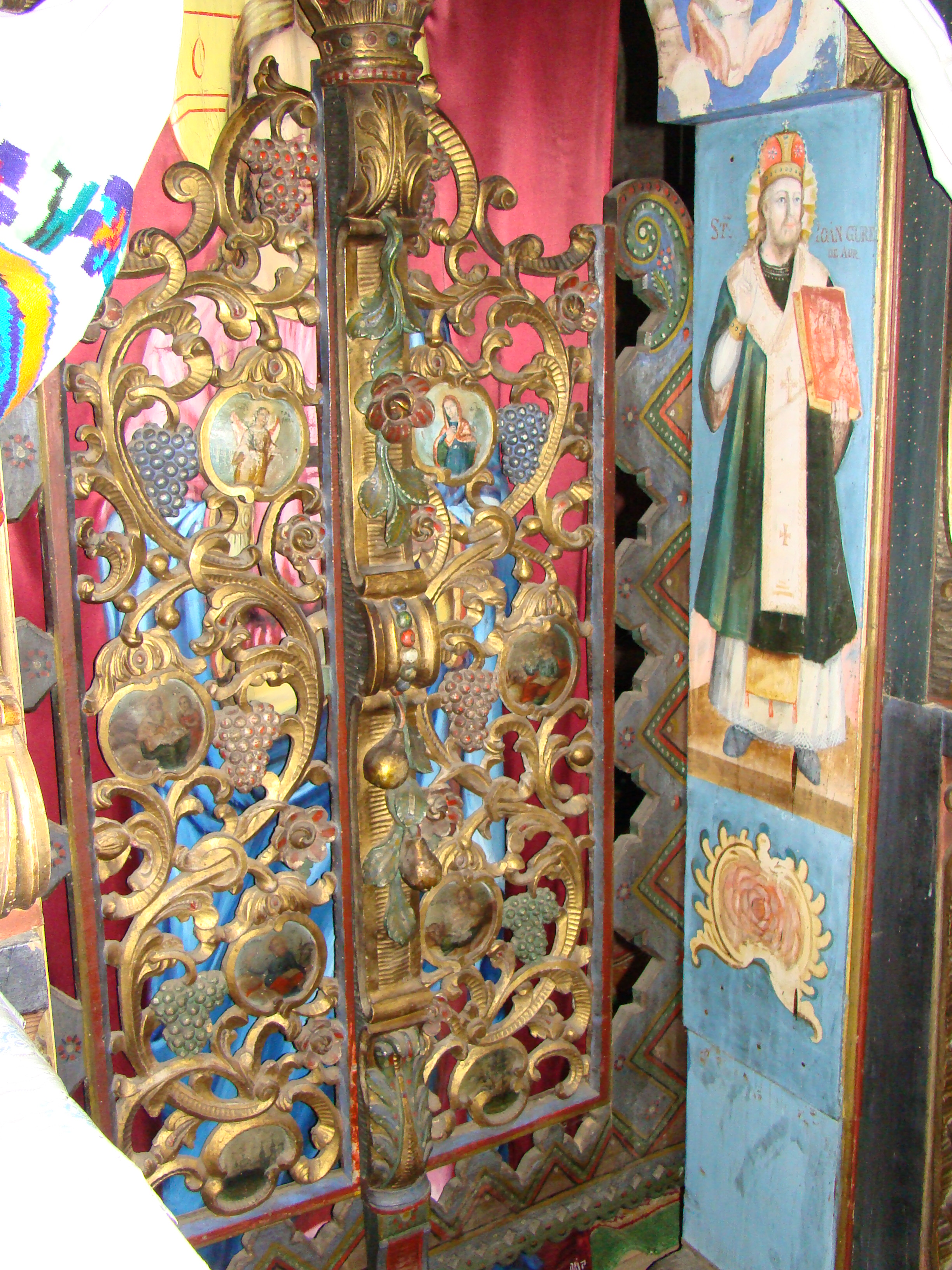
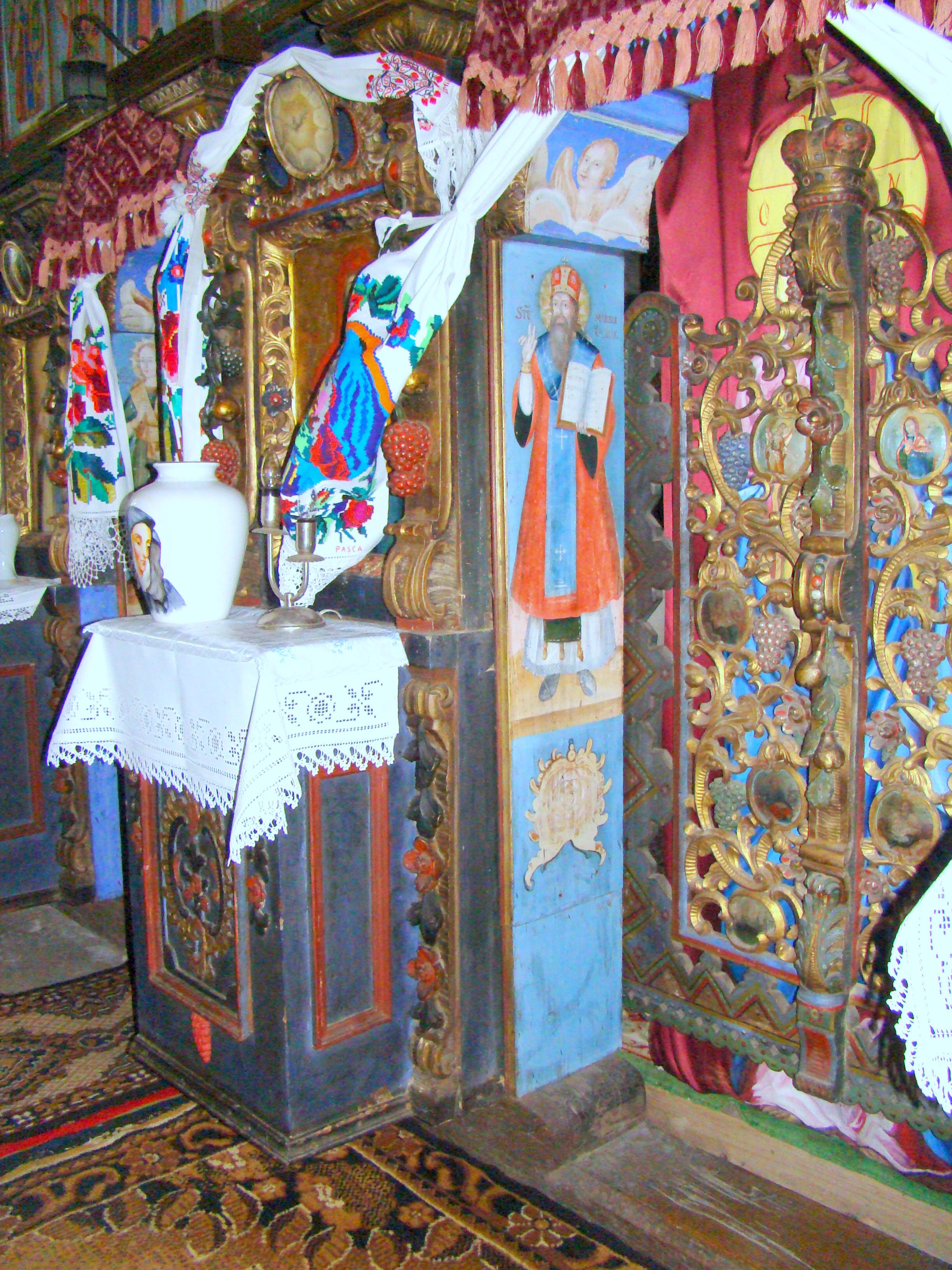
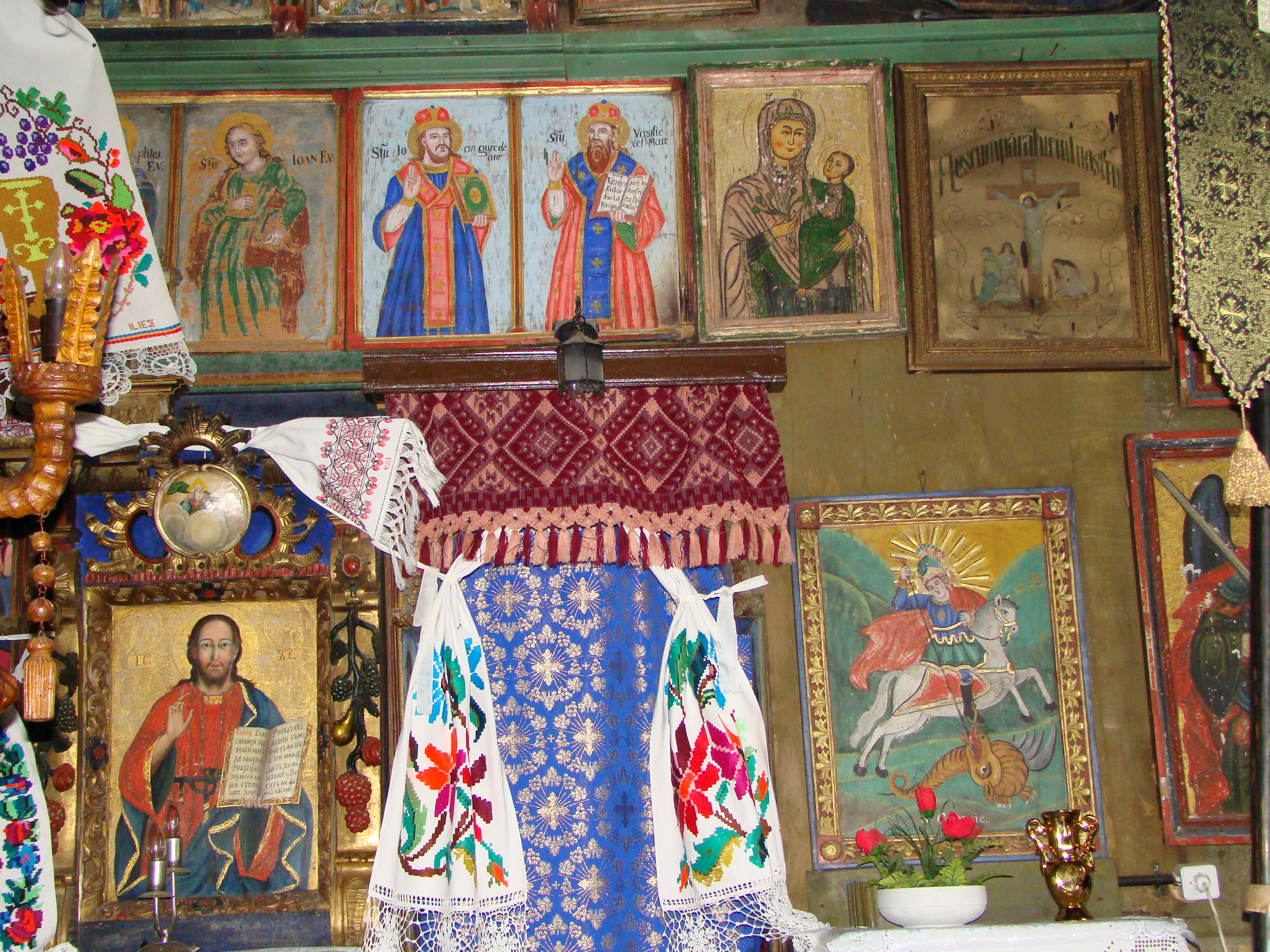
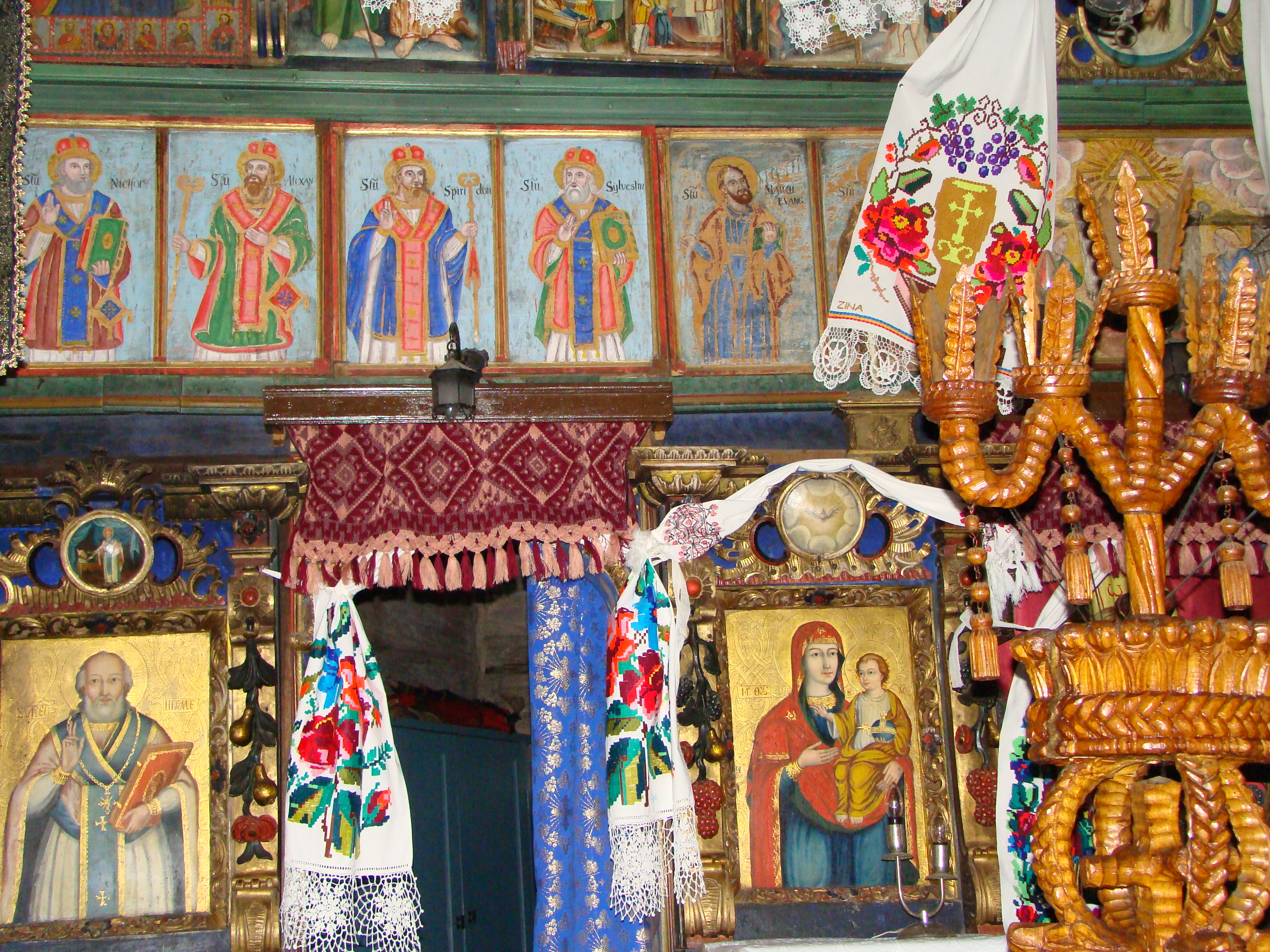
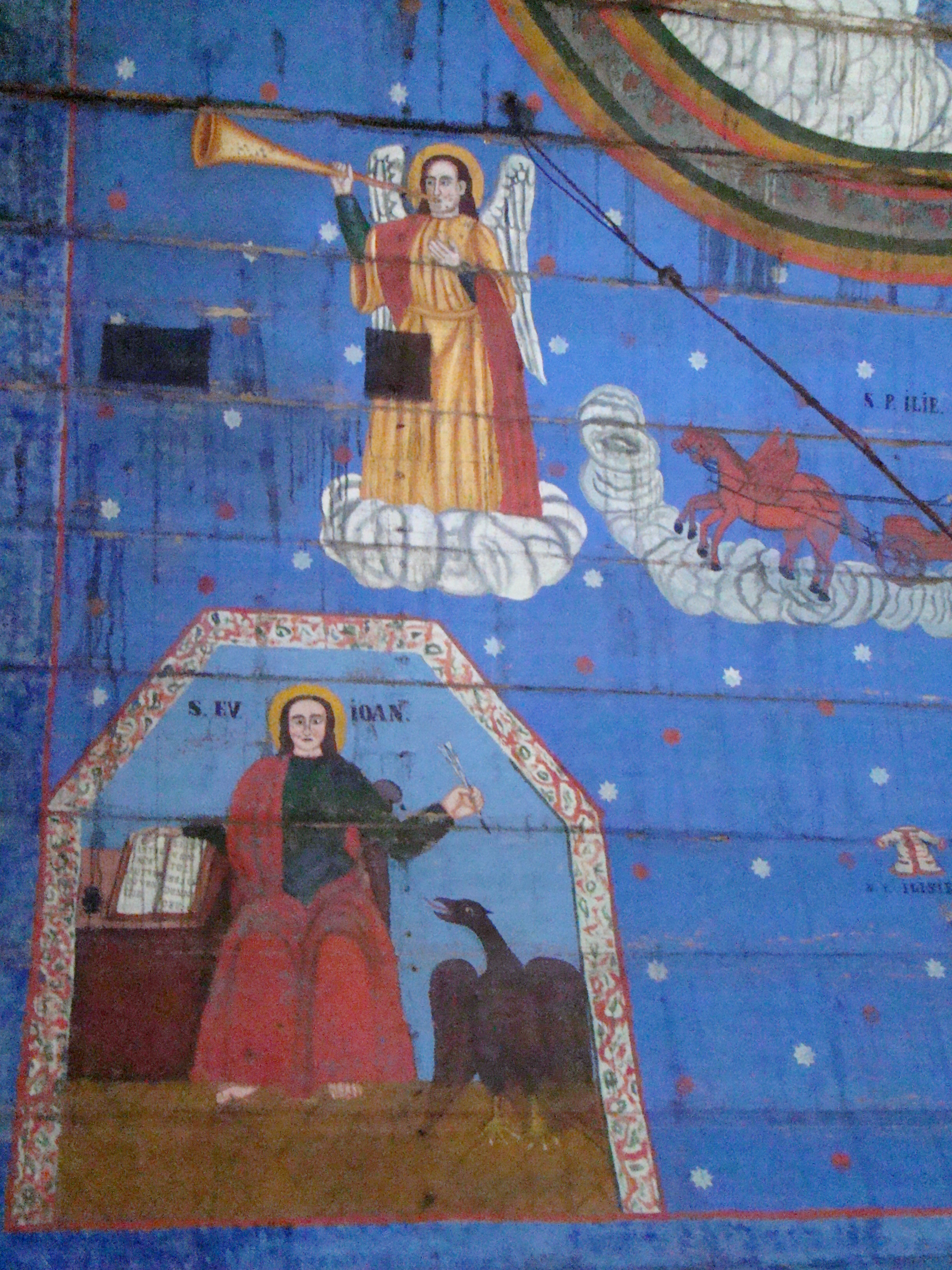
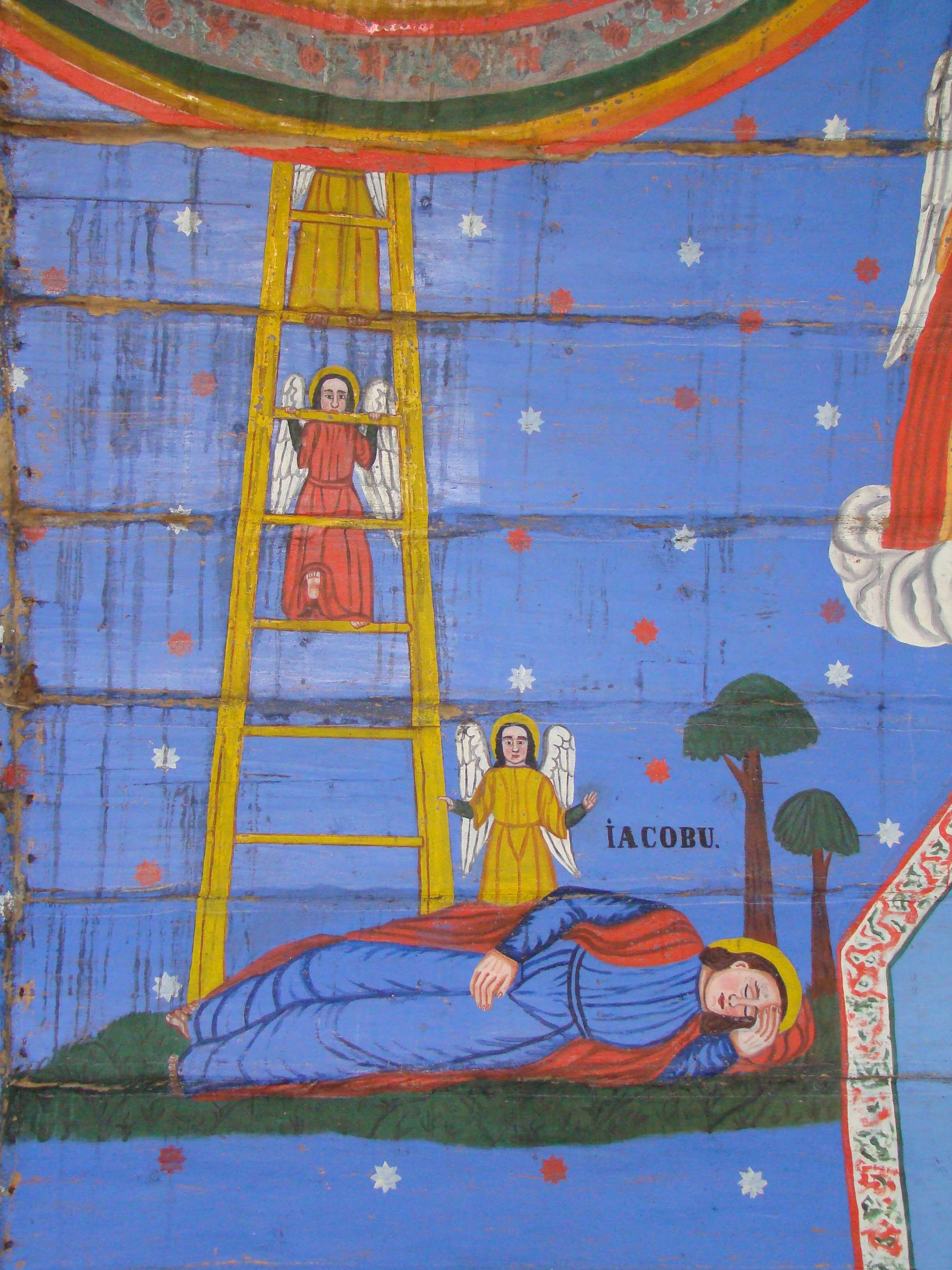
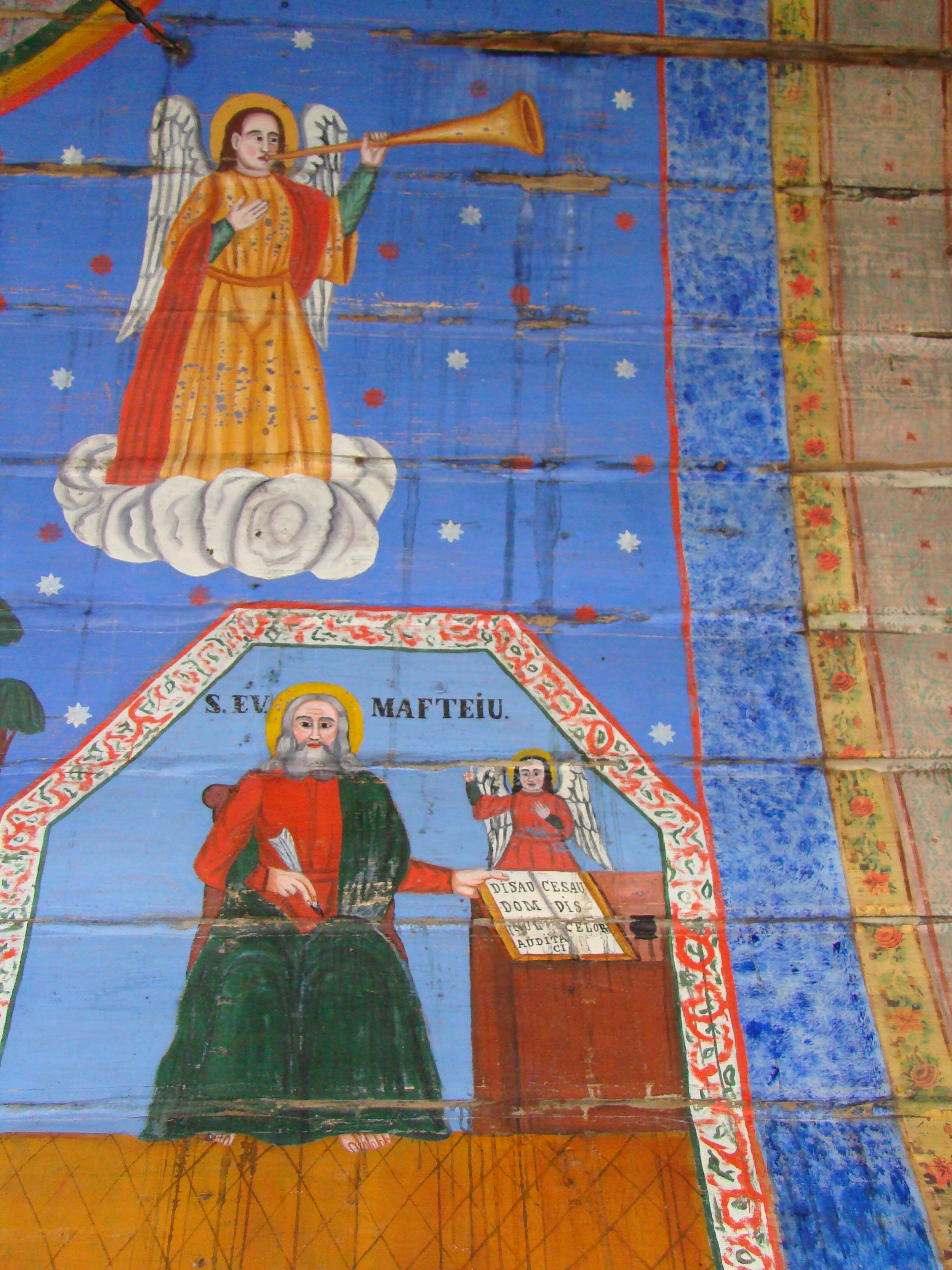
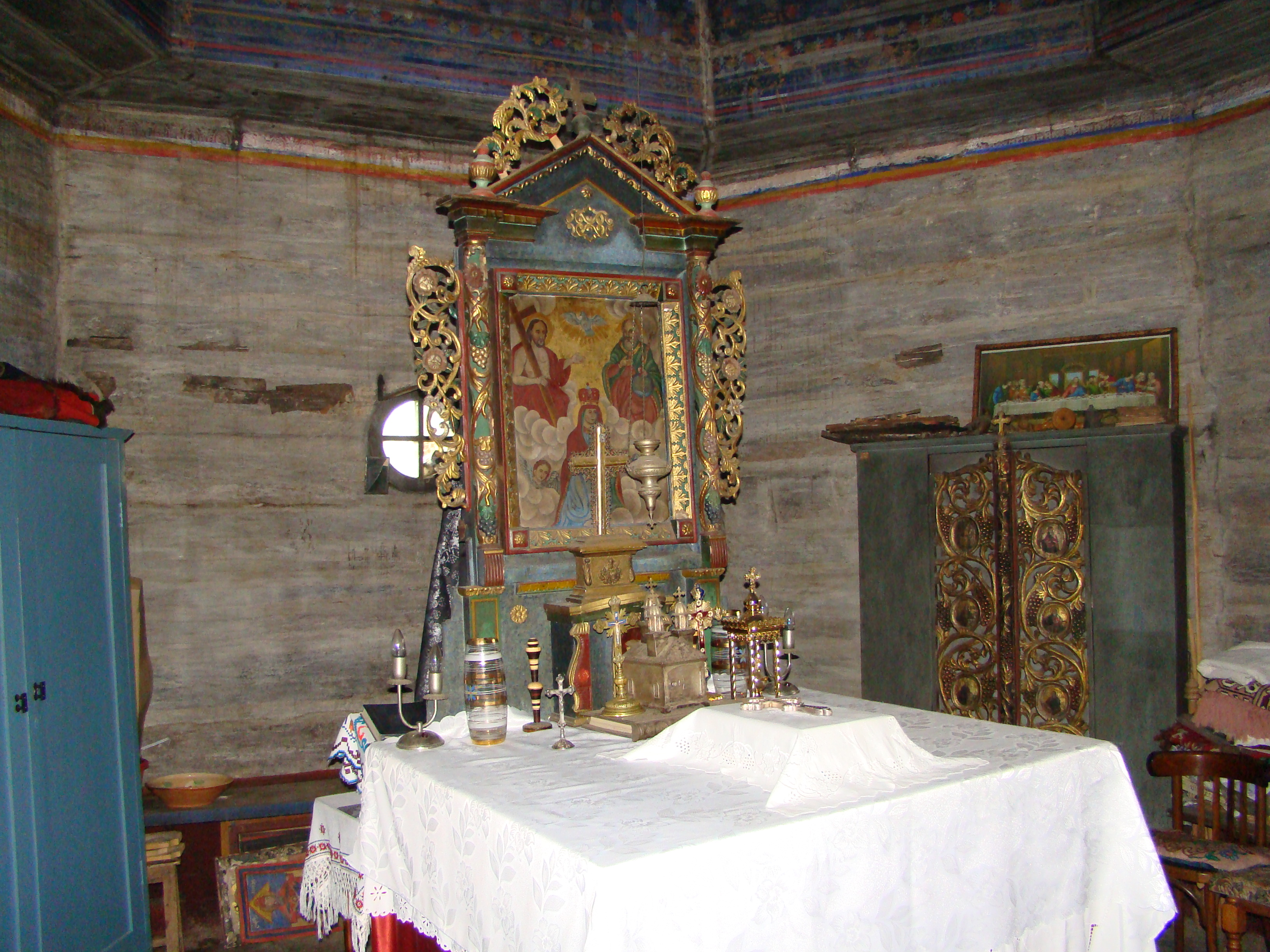
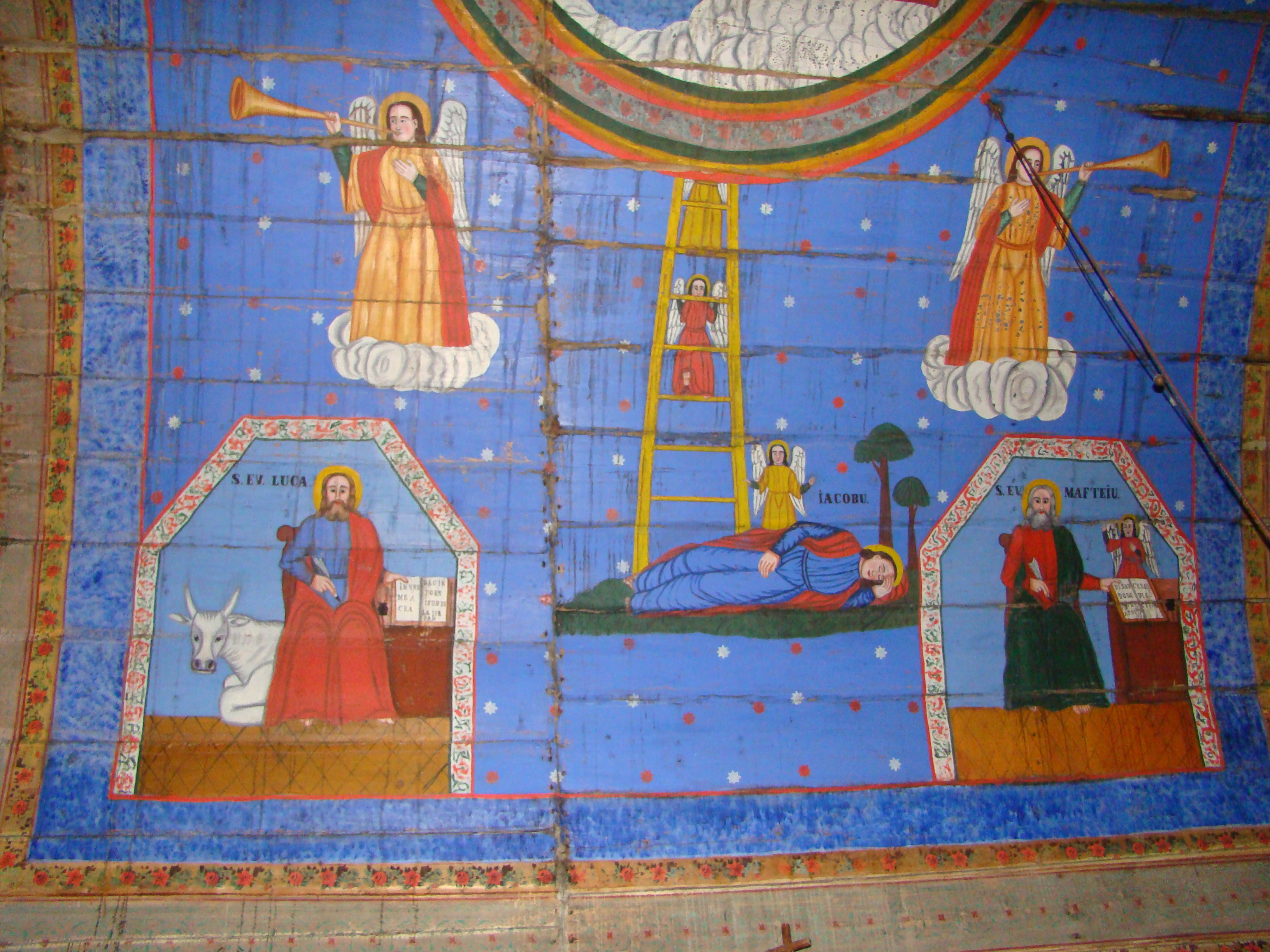
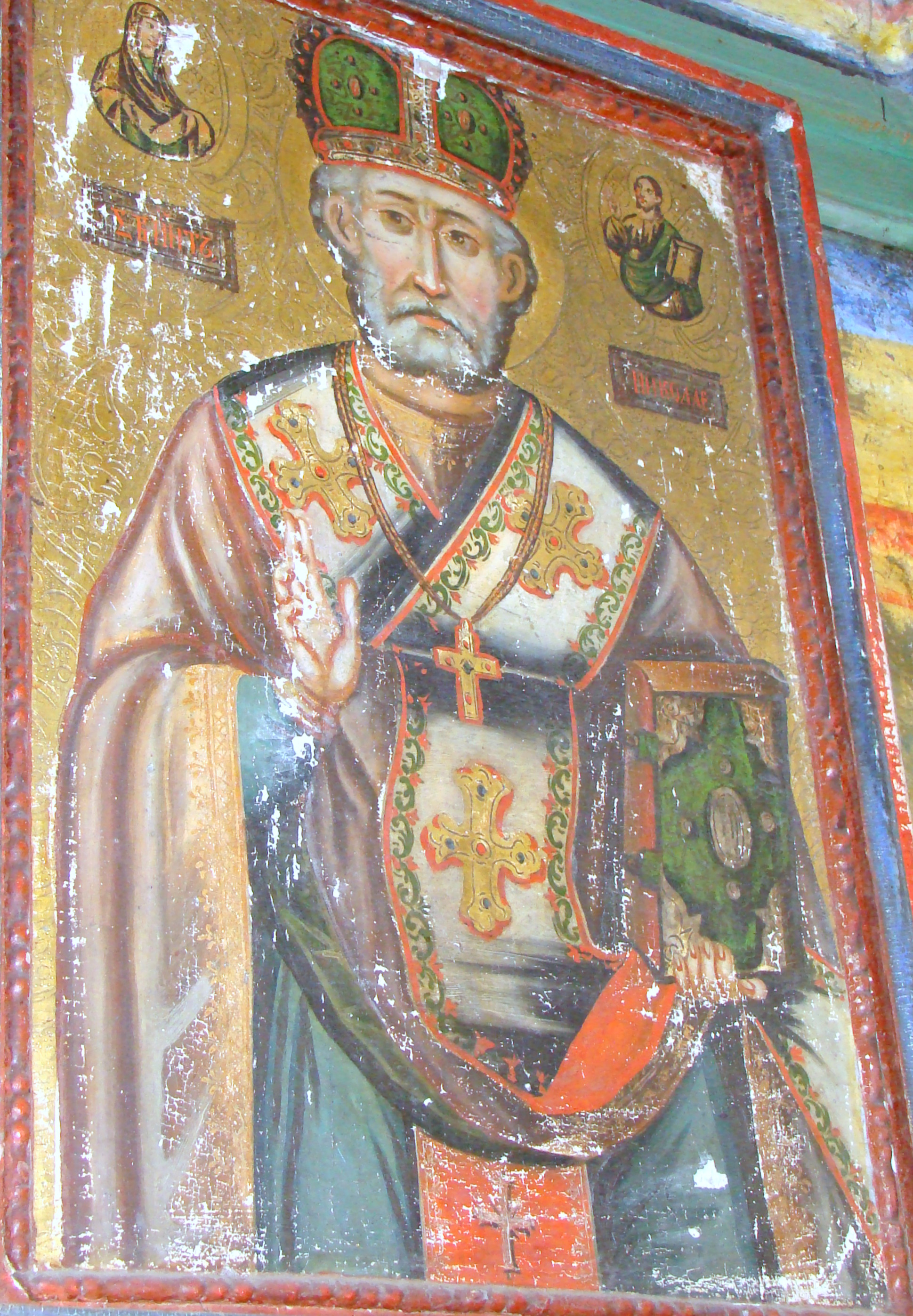
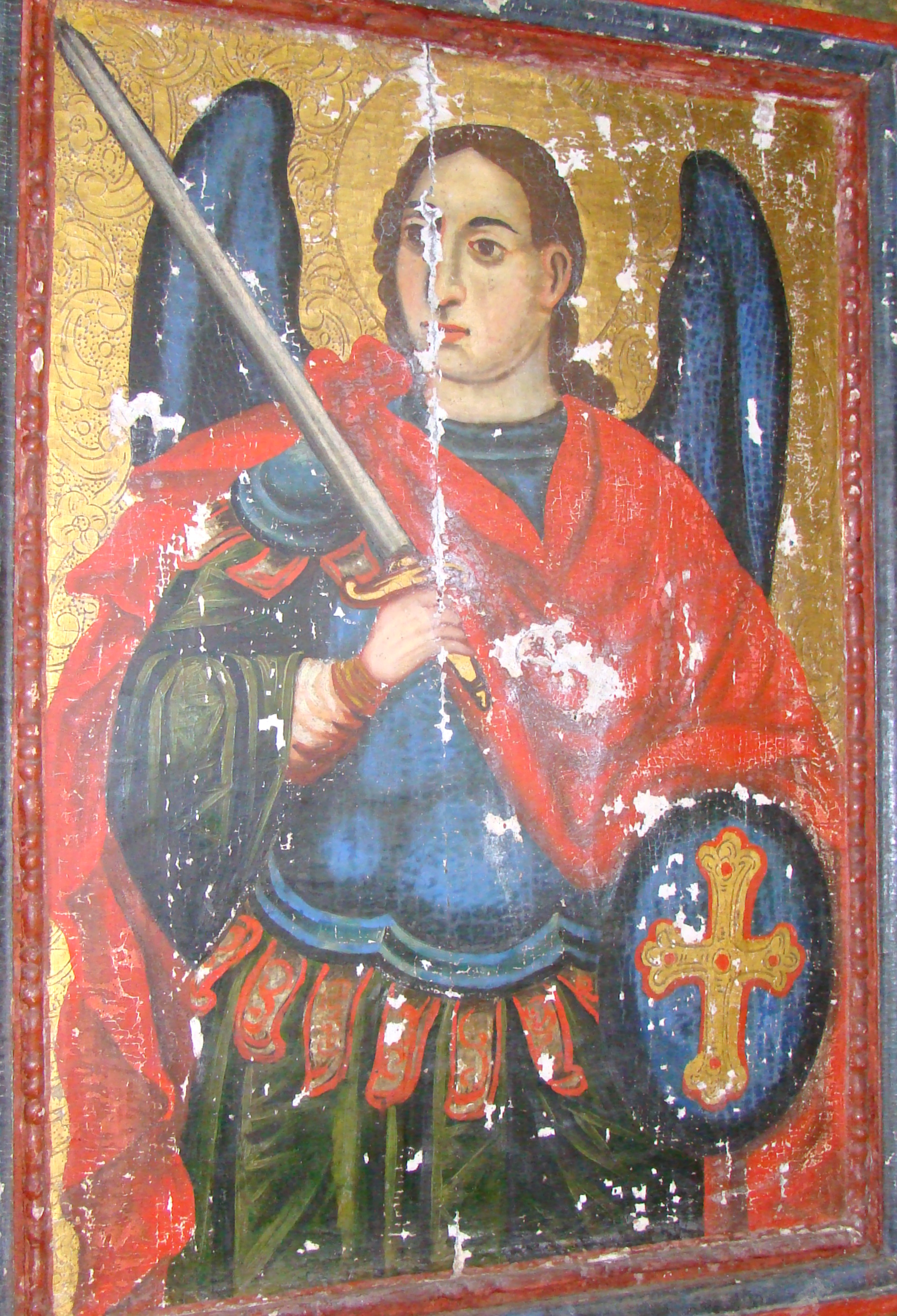
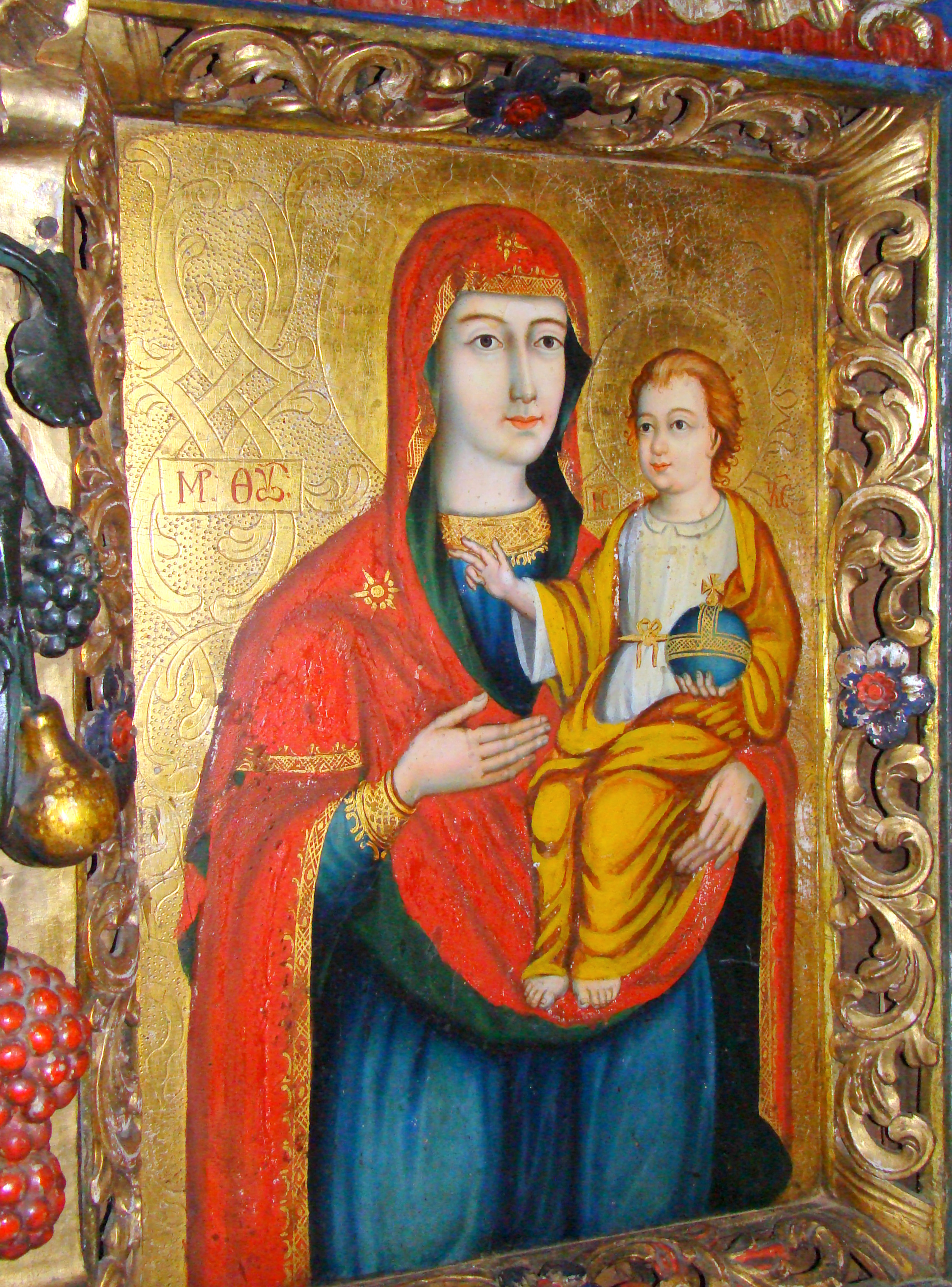
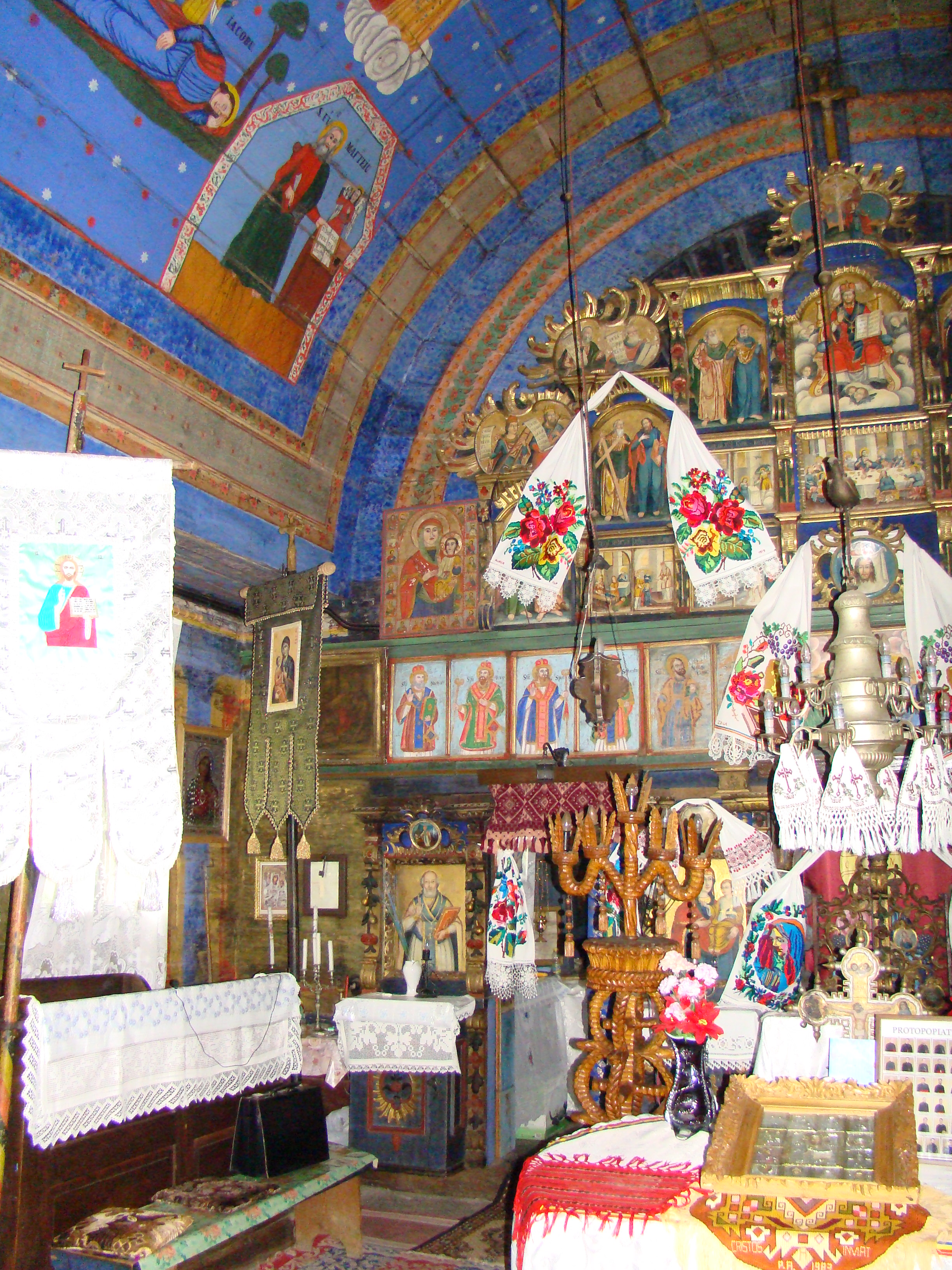
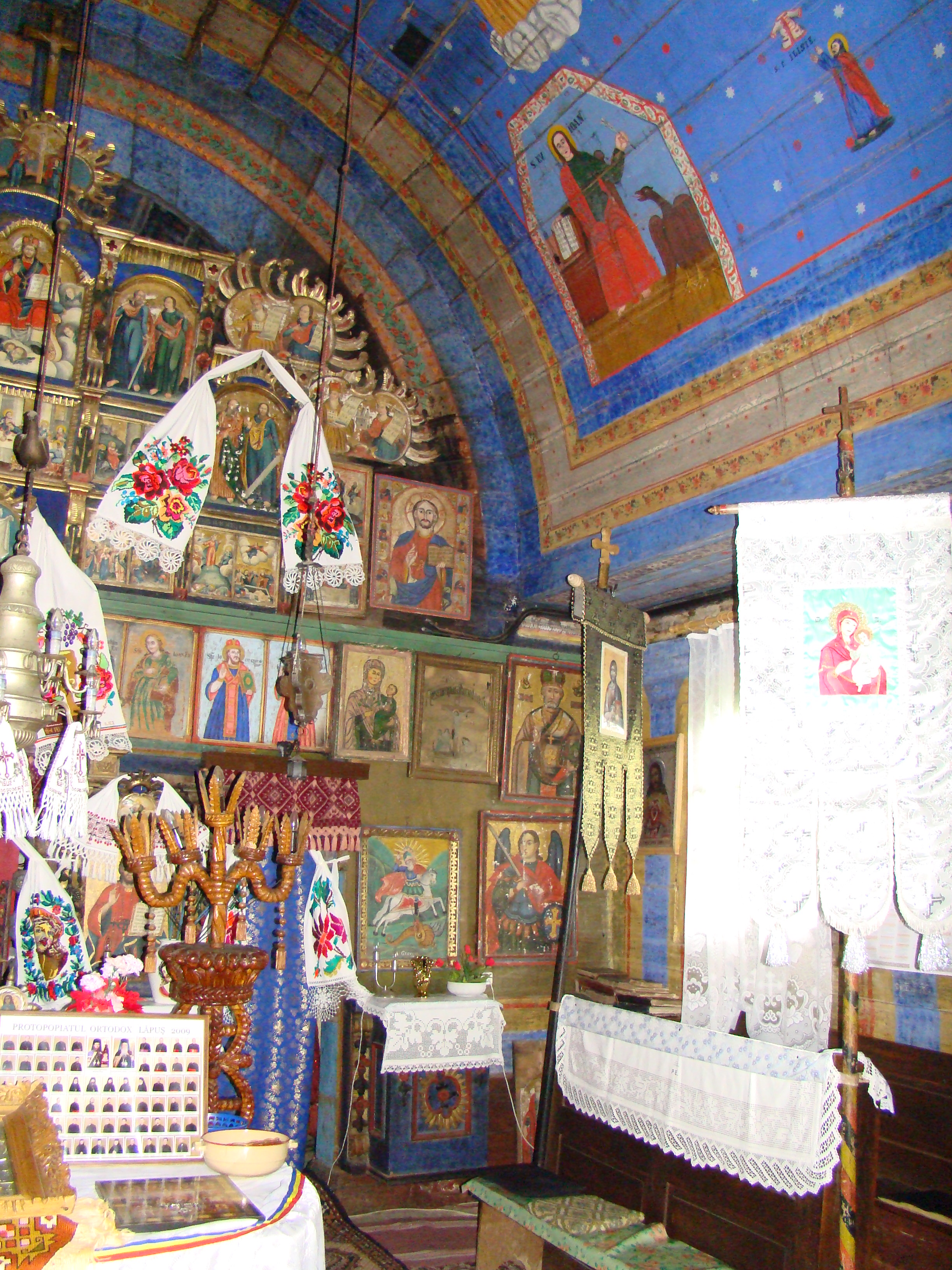
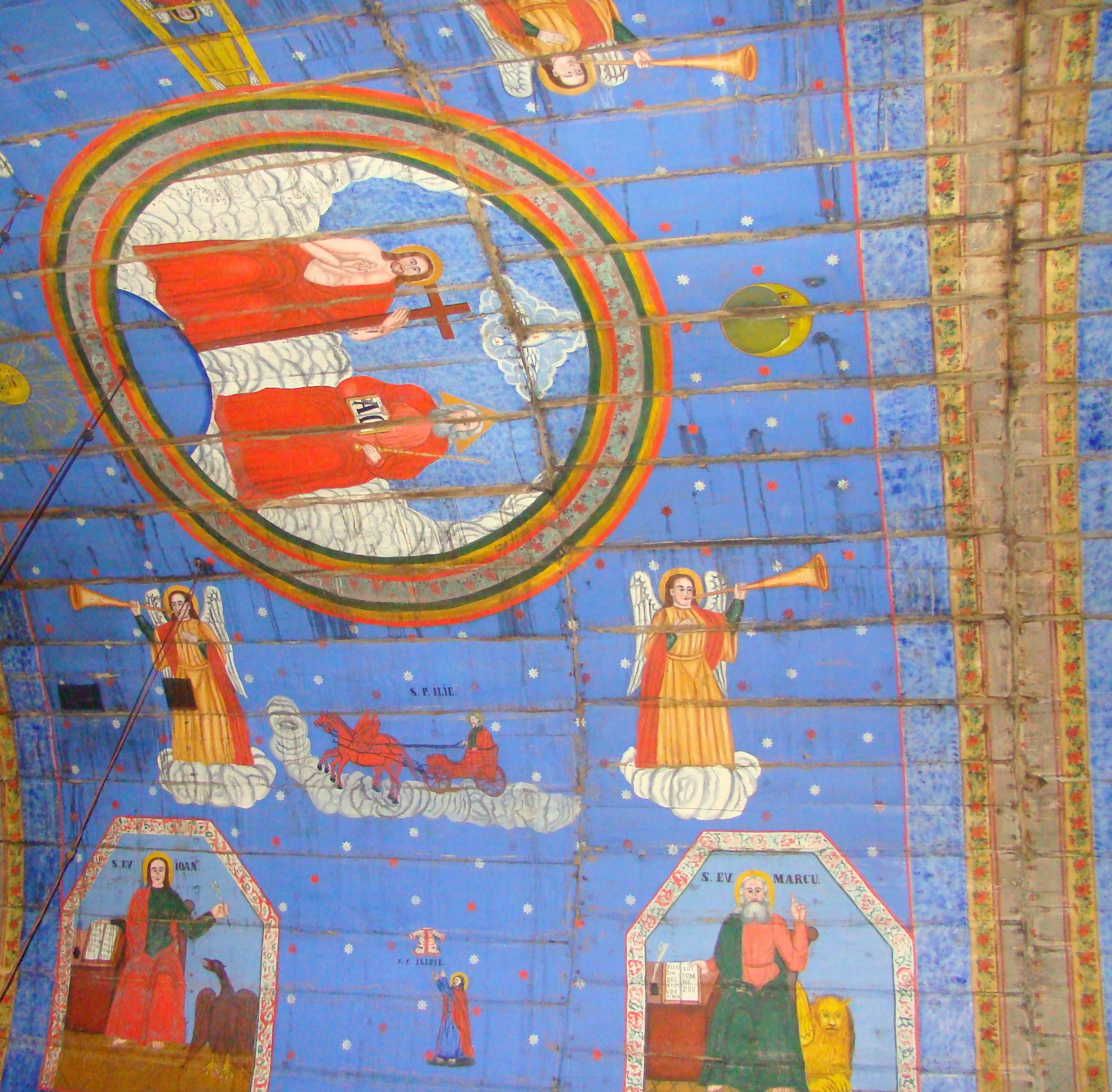